# Avaceratops lammersi
Avaceratops (il cui nome significa "faccia cornuta di Ava") è un genere estinto di dinosauro ceratopside centrosaurino di piccole dimensioni, vissuto nel Cretaceo superiore, circa 77 milioni di anni fa (Campaniano), in quella che oggi è la Formazione Judith River, nel nordovest degli Stati Uniti. Il genere contiene una singola specie, ossia A. lammersi.

## Descrizione

Possibili dimensioni di A. lammersi

Avaceratops venne originariamente descritto da Dodson come dinosauro eccezionalmente piccolo, stimando una lunghezza per l'olotipo di 2,3 metri (7,5 piedi), ipotizzato che l'esemplare avesse quasi raggiunto le massime dimensioni adulte. Tuttavia, un secondo cranio (forse non appartenente ad Avaceratops), MOR 692, indica una lunghezza del corpo di circa 4,2 metri (14 piedi). Paul Sereno, nel 2010, ha stimato il peso dell'animale, lungo 4 metri, ad 1 tonnellata. L'esemplare MOR 692 non ha solo permesso di stimare nuove dimensioni per l'animale, ma ha anche permesso di conoscere nuovi dettagli sull'anatomia cranica di Avaceratops, in particolare le corna sopraorbitali. Inizialmente si pensava che fossero piuttosto brevi, sebbene ciò fosse puramente speculativo, in quanto non si erano conservate nell'olotipo. Il nuovo cranio mostra i nuclei ossei delle corna, lunghi 25 centimetri (9,8 pollici), sebbene in vita le corna sarebbero state ancora più lunghe grazie alla loro copertura in cheratina.
Avaceratops presentava un collare molto particolare. L'osso squamosale, l'elemento nella parte anteriore del lato del collare, è grande con una curva continua invece di un bordo a gradini. Un'area rialzata alla base dello squamosale lo divide in due metà uguali, sebbene in specie più evolute hanno una parte superiore più allargata. L'osso squamosale è separato dall'osso parietale nella parte posteriore del cranio da una piccola rientranza. I parietali tuttavia, non mostrano alcun rientro sulla linea mediana della parte posteriore del collare. I parietali inoltre non mostrano alcun segno di fenestre nel collare, tipiche di molti altri generi ad eccezione di Triceratops, risultando in un collare più solido.

## Classificazione

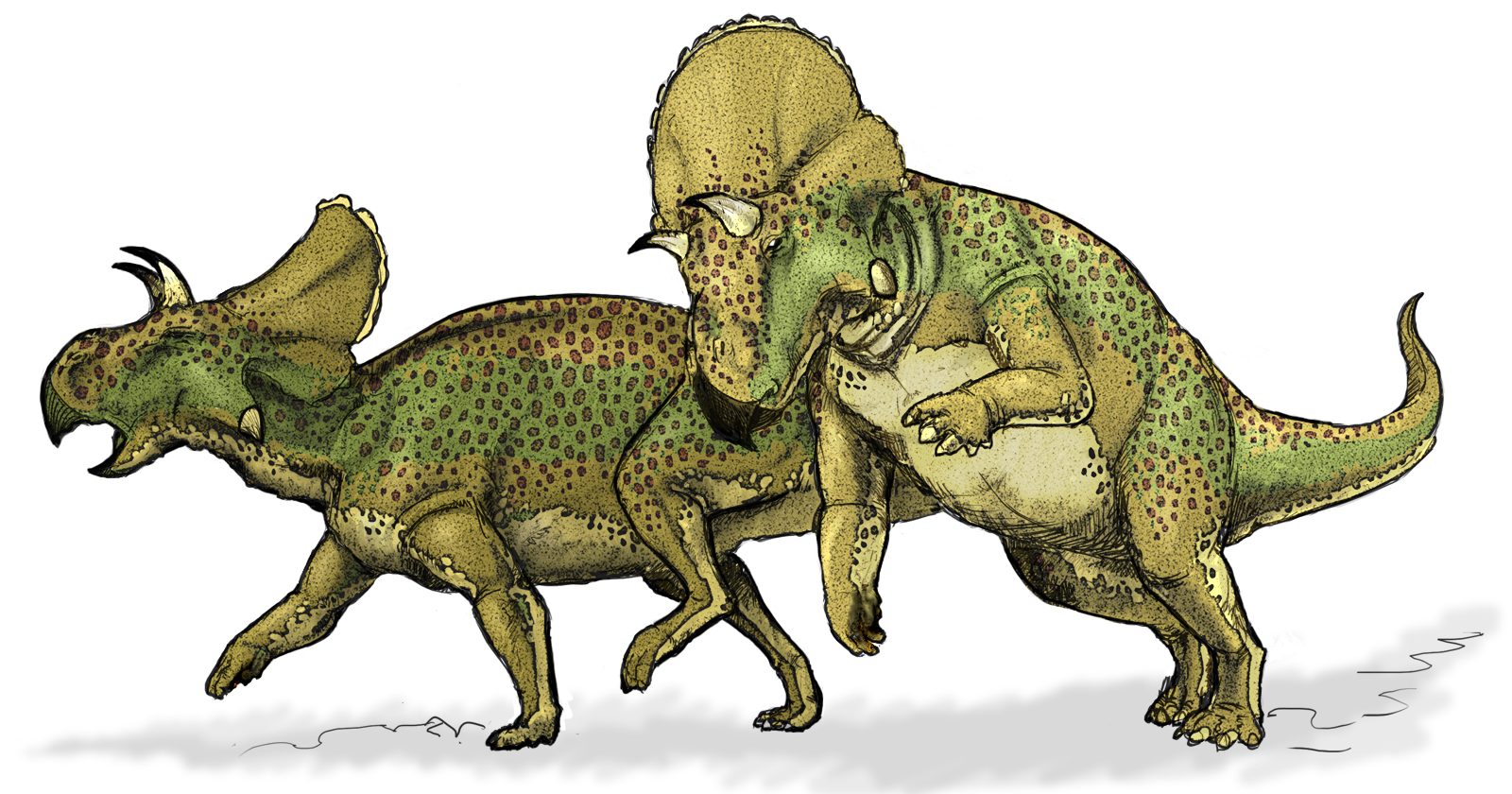
Ricostruzione di A. lammersi

Avaceratops lammersi fu assegnato da Dodson (1986) alla famiglia Ceratopsidae, all'interno di Ceratopsia (entrambi i nomi si riferiscono alla parola del greco antico per "faccia cornuta"), un gruppo di dinosauri erbivori con il becco da pappagallo, e dotati di un grande collare osseo e varie corna, che prosperarono in Nord America e in Asia, durante il Cretaceo.
Oltre ad essere un ceratopside, per lungo tempo la reale posizione tassonomica di Avaceratops rimase un mistero. Ciò era dovuto allo scheletro che rappresentava un individuo giovane, e giovani ceratopsidi tendono a cambiare drasticamente il loro aspetto durante l'ontogenesi. Per questo motivo, Avaceratops fu spesso escluso da tali analisi. Penkalski e Dodson (1999) conclusero che l'Avaceratops molto probabilmente occupava una posizione basale all'interno di centrosaurinae. Nel 2013, un'analisi filogenetica eseguita da Sampson et al. (2013) hanno provato che l'Avaceratops era il sister taxon del nuovo genere Nasutoceratops, descritto e nominato nel 2013. Nel 2016, è questo clade è stato nominato Nasutoceratopsini; contenente Nasutoceratops, Avaceratops, Crittendenceratops, Yehuecauhceratops, l'esemplare CMN 8804 dalla Formazione Oldman ed un altro ceratopside non descritta trovato a Malta, Montana.
Il cladogramma di questo studio è riportato di seguito.
|  | Sinoceratops zhuchengensis |
|  |                            |
|  | Wendiceratops pinhornensis |
|  |                            |

|  | Rubeosaurus ovatus        |
|  |                           |
|  | Styracosaurus albertensis |
|  |                           |

|  | \| \| Spinops sternbergorum \| \| \| \| \| \| Centrosaurus apertus \| \| \| \| |
|  |                                                                                |
|  | Coronosaurus brinkmani                                                         |
|  |                                                                                |
|  | Spinops sternbergorum                                                          |
|  |                                                                                |
|  | Centrosaurus apertus                                                           |
|  |                                                                                |

|  | Spinops sternbergorum |
|  |                       |
|  | Centrosaurus apertus  |
|  |                       |

|  | Rubeosaurus ovatus        |
|  |                           |
|  | Styracosaurus albertensis |
|  |                           |

|  | \| \| Spinops sternbergorum \| \| \| \| \| \| Centrosaurus apertus \| \| \| \| |
|  |                                                                                |
|  | Coronosaurus brinkmani                                                         |
|  |                                                                                |
|  | Spinops sternbergorum                                                          |
|  |                                                                                |
|  | Centrosaurus apertus                                                           |
|  |                                                                                |

|  | Spinops sternbergorum |
|  |                       |
|  | Centrosaurus apertus  |
|  |                       |

|  | Pachyrhinosaurus canadensis                                                              |
|  |                                                                                          |
|  | \| \| Pachyrhinosaurus lakustai \| \| \| \| \| \| Pachyrhinosaurus perotorum \| \| \| \| |
|  |                                                                                          |
|  | Pachyrhinosaurus lakustai                                                                |
|  |                                                                                          |
|  | Pachyrhinosaurus perotorum                                                               |
|  |                                                                                          |

|  | Pachyrhinosaurus lakustai  |
|  |                            |
|  | Pachyrhinosaurus perotorum |
|  |                            |

|  | Pachyrhinosaurus canadensis                                                              |
|  |                                                                                          |
|  | \| \| Pachyrhinosaurus lakustai \| \| \| \| \| \| Pachyrhinosaurus perotorum \| \| \| \| |
|  |                                                                                          |
|  | Pachyrhinosaurus lakustai                                                                |
|  |                                                                                          |
|  | Pachyrhinosaurus perotorum                                                               |
|  |                                                                                          |

|  | Pachyrhinosaurus lakustai  |
|  |                            |
|  | Pachyrhinosaurus perotorum |
|  |                            |

|  | Pachyrhinosaurus canadensis                                                              |
|  |                                                                                          |
|  | \| \| Pachyrhinosaurus lakustai \| \| \| \| \| \| Pachyrhinosaurus perotorum \| \| \| \| |
|  |                                                                                          |
|  | Pachyrhinosaurus lakustai                                                                |
|  |                                                                                          |
|  | Pachyrhinosaurus perotorum                                                               |
|  |                                                                                          |

|  | Pachyrhinosaurus lakustai  |
|  |                            |
|  | Pachyrhinosaurus perotorum |
|  |                            |

|  | Pachyrhinosaurus canadensis                                                              |
|  |                                                                                          |
|  | \| \| Pachyrhinosaurus lakustai \| \| \| \| \| \| Pachyrhinosaurus perotorum \| \| \| \| |
|  |                                                                                          |
|  | Pachyrhinosaurus lakustai                                                                |
|  |                                                                                          |
|  | Pachyrhinosaurus perotorum                                                               |
|  |                                                                                          |

|  | Pachyrhinosaurus lakustai  |
|  |                            |
|  | Pachyrhinosaurus perotorum |
|  |                            |

|  | Rubeosaurus ovatus        |
|  |                           |
|  | Styracosaurus albertensis |
|  |                           |

|  | \| \| Spinops sternbergorum \| \| \| \| \| \| Centrosaurus apertus \| \| \| \| |
|  |                                                                                |
|  | Coronosaurus brinkmani                                                         |
|  |                                                                                |
|  | Spinops sternbergorum                                                          |
|  |                                                                                |
|  | Centrosaurus apertus                                                           |
|  |                                                                                |

|  | Spinops sternbergorum |
|  |                       |
|  | Centrosaurus apertus  |
|  |                       |

|  | Rubeosaurus ovatus        |
|  |                           |
|  | Styracosaurus albertensis |
|  |                           |

|  | \| \| Spinops sternbergorum \| \| \| \| \| \| Centrosaurus apertus \| \| \| \| |
|  |                                                                                |
|  | Coronosaurus brinkmani                                                         |
|  |                                                                                |
|  | Spinops sternbergorum                                                          |
|  |                                                                                |
|  | Centrosaurus apertus                                                           |
|  |                                                                                |

|  | Spinops sternbergorum |
|  |                       |
|  | Centrosaurus apertus  |
|  |                       |

|  | Pachyrhinosaurus canadensis                                                              |
|  |                                                                                          |
|  | \| \| Pachyrhinosaurus lakustai \| \| \| \| \| \| Pachyrhinosaurus perotorum \| \| \| \| |
|  |                                                                                          |
|  | Pachyrhinosaurus lakustai                                                                |
|  |                                                                                          |
|  | Pachyrhinosaurus perotorum                                                               |
|  |                                                                                          |

|  | Pachyrhinosaurus lakustai  |
|  |                            |
|  | Pachyrhinosaurus perotorum |
|  |                            |

|  | Pachyrhinosaurus canadensis                                                              |
|  |                                                                                          |
|  | \| \| Pachyrhinosaurus lakustai \| \| \| \| \| \| Pachyrhinosaurus perotorum \| \| \| \| |
|  |                                                                                          |
|  | Pachyrhinosaurus lakustai                                                                |
|  |                                                                                          |
|  | Pachyrhinosaurus perotorum                                                               |
|  |                                                                                          |

|  | Pachyrhinosaurus lakustai  |
|  |                            |
|  | Pachyrhinosaurus perotorum |
|  |                            |

|  | Pachyrhinosaurus canadensis                                                              |
|  |                                                                                          |
|  | \| \| Pachyrhinosaurus lakustai \| \| \| \| \| \| Pachyrhinosaurus perotorum \| \| \| \| |
|  |                                                                                          |
|  | Pachyrhinosaurus lakustai                                                                |
|  |                                                                                          |
|  | Pachyrhinosaurus perotorum                                                               |
|  |                                                                                          |

|  | Pachyrhinosaurus lakustai  |
|  |                            |
|  | Pachyrhinosaurus perotorum |
|  |                            |

|  | Pachyrhinosaurus canadensis                                                              |
|  |                                                                                          |
|  | \| \| Pachyrhinosaurus lakustai \| \| \| \| \| \| Pachyrhinosaurus perotorum \| \| \| \| |
|  |                                                                                          |
|  | Pachyrhinosaurus lakustai                                                                |
|  |                                                                                          |
|  | Pachyrhinosaurus perotorum                                                               |
|  |                                                                                          |

|  | Pachyrhinosaurus lakustai  |
|  |                            |
|  | Pachyrhinosaurus perotorum |
|  |                            |

|  | Sinoceratops zhuchengensis |
|  |                            |
|  | Wendiceratops pinhornensis |
|  |                            |

|  | Rubeosaurus ovatus        |
|  |                           |
|  | Styracosaurus albertensis |
|  |                           |

|  | \| \| Spinops sternbergorum \| \| \| \| \| \| Centrosaurus apertus \| \| \| \| |
|  |                                                                                |
|  | Coronosaurus brinkmani                                                         |
|  |                                                                                |
|  | Spinops sternbergorum                                                          |
|  |                                                                                |
|  | Centrosaurus apertus                                                           |
|  |                                                                                |

|  | Spinops sternbergorum |
|  |                       |
|  | Centrosaurus apertus  |
|  |                       |

|  | Rubeosaurus ovatus        |
|  |                           |
|  | Styracosaurus albertensis |
|  |                           |

|  | \| \| Spinops sternbergorum \| \| \| \| \| \| Centrosaurus apertus \| \| \| \| |
|  |                                                                                |
|  | Coronosaurus brinkmani                                                         |
|  |                                                                                |
|  | Spinops sternbergorum                                                          |
|  |                                                                                |
|  | Centrosaurus apertus                                                           |
|  |                                                                                |

|  | Spinops sternbergorum |
|  |                       |
|  | Centrosaurus apertus  |
|  |                       |

|  | Pachyrhinosaurus canadensis                                                              |
|  |                                                                                          |
|  | \| \| Pachyrhinosaurus lakustai \| \| \| \| \| \| Pachyrhinosaurus perotorum \| \| \| \| |
|  |                                                                                          |
|  | Pachyrhinosaurus lakustai                                                                |
|  |                                                                                          |
|  | Pachyrhinosaurus perotorum                                                               |
|  |                                                                                          |

|  | Pachyrhinosaurus lakustai  |
|  |                            |
|  | Pachyrhinosaurus perotorum |
|  |                            |

|  | Pachyrhinosaurus canadensis                                                              |
|  |                                                                                          |
|  | \| \| Pachyrhinosaurus lakustai \| \| \| \| \| \| Pachyrhinosaurus perotorum \| \| \| \| |
|  |                                                                                          |
|  | Pachyrhinosaurus lakustai                                                                |
|  |                                                                                          |
|  | Pachyrhinosaurus perotorum                                                               |
|  |                                                                                          |

|  | Pachyrhinosaurus lakustai  |
|  |                            |
|  | Pachyrhinosaurus perotorum |
|  |                            |

|  | Pachyrhinosaurus canadensis                                                              |
|  |                                                                                          |
|  | \| \| Pachyrhinosaurus lakustai \| \| \| \| \| \| Pachyrhinosaurus perotorum \| \| \| \| |
|  |                                                                                          |
|  | Pachyrhinosaurus lakustai                                                                |
|  |                                                                                          |
|  | Pachyrhinosaurus perotorum                                                               |
|  |                                                                                          |

|  | Pachyrhinosaurus lakustai  |
|  |                            |
|  | Pachyrhinosaurus perotorum |
|  |                            |

|  | Pachyrhinosaurus canadensis                                                              |
|  |                                                                                          |
|  | \| \| Pachyrhinosaurus lakustai \| \| \| \| \| \| Pachyrhinosaurus perotorum \| \| \| \| |
|  |                                                                                          |
|  | Pachyrhinosaurus lakustai                                                                |
|  |                                                                                          |
|  | Pachyrhinosaurus perotorum                                                               |
|  |                                                                                          |

|  | Pachyrhinosaurus lakustai  |
|  |                            |
|  | Pachyrhinosaurus perotorum |
|  |                            |

|  | Rubeosaurus ovatus        |
|  |                           |
|  | Styracosaurus albertensis |
|  |                           |

|  | \| \| Spinops sternbergorum \| \| \| \| \| \| Centrosaurus apertus \| \| \| \| |
|  |                                                                                |
|  | Coronosaurus brinkmani                                                         |
|  |                                                                                |
|  | Spinops sternbergorum                                                          |
|  |                                                                                |
|  | Centrosaurus apertus                                                           |
|  |                                                                                |

|  | Spinops sternbergorum |
|  |                       |
|  | Centrosaurus apertus  |
|  |                       |

|  | Rubeosaurus ovatus        |
|  |                           |
|  | Styracosaurus albertensis |
|  |                           |

|  | \| \| Spinops sternbergorum \| \| \| \| \| \| Centrosaurus apertus \| \| \| \| |
|  |                                                                                |
|  | Coronosaurus brinkmani                                                         |
|  |                                                                                |
|  | Spinops sternbergorum                                                          |
|  |                                                                                |
|  | Centrosaurus apertus                                                           |
|  |                                                                                |

|  | Spinops sternbergorum |
|  |                       |
|  | Centrosaurus apertus  |
|  |                       |

|  | Pachyrhinosaurus canadensis                                                              |
|  |                                                                                          |
|  | \| \| Pachyrhinosaurus lakustai \| \| \| \| \| \| Pachyrhinosaurus perotorum \| \| \| \| |
|  |                                                                                          |
|  | Pachyrhinosaurus lakustai                                                                |
|  |                                                                                          |
|  | Pachyrhinosaurus perotorum                                                               |
|  |                                                                                          |

|  | Pachyrhinosaurus lakustai  |
|  |                            |
|  | Pachyrhinosaurus perotorum |
|  |                            |

|  | Pachyrhinosaurus canadensis                                                              |
|  |                                                                                          |
|  | \| \| Pachyrhinosaurus lakustai \| \| \| \| \| \| Pachyrhinosaurus perotorum \| \| \| \| |
|  |                                                                                          |
|  | Pachyrhinosaurus lakustai                                                                |
|  |                                                                                          |
|  | Pachyrhinosaurus perotorum                                                               |
|  |                                                                                          |

|  | Pachyrhinosaurus lakustai  |
|  |                            |
|  | Pachyrhinosaurus perotorum |
|  |                            |

|  | Pachyrhinosaurus canadensis                                                              |
|  |                                                                                          |
|  | \| \| Pachyrhinosaurus lakustai \| \| \| \| \| \| Pachyrhinosaurus perotorum \| \| \| \| |
|  |                                                                                          |
|  | Pachyrhinosaurus lakustai                                                                |
|  |                                                                                          |
|  | Pachyrhinosaurus perotorum                                                               |
|  |                                                                                          |

|  | Pachyrhinosaurus lakustai  |
|  |                            |
|  | Pachyrhinosaurus perotorum |
|  |                            |

|  | Pachyrhinosaurus canadensis                                                              |
|  |                                                                                          |
|  | \| \| Pachyrhinosaurus lakustai \| \| \| \| \| \| Pachyrhinosaurus perotorum \| \| \| \| |
|  |                                                                                          |
|  | Pachyrhinosaurus lakustai                                                                |
|  |                                                                                          |
|  | Pachyrhinosaurus perotorum                                                               |
|  |                                                                                          |

|  | Pachyrhinosaurus lakustai  |
|  |                            |
|  | Pachyrhinosaurus perotorum |
|  |                            |

|  | Sinoceratops zhuchengensis |
|  |                            |
|  | Wendiceratops pinhornensis |
|  |                            |

|  | Rubeosaurus ovatus        |
|  |                           |
|  | Styracosaurus albertensis |
|  |                           |

|  | \| \| Spinops sternbergorum \| \| \| \| \| \| Centrosaurus apertus \| \| \| \| |
|  |                                                                                |
|  | Coronosaurus brinkmani                                                         |
|  |                                                                                |
|  | Spinops sternbergorum                                                          |
|  |                                                                                |
|  | Centrosaurus apertus                                                           |
|  |                                                                                |

|  | Spinops sternbergorum |
|  |                       |
|  | Centrosaurus apertus  |
|  |                       |

|  | Rubeosaurus ovatus        |
|  |                           |
|  | Styracosaurus albertensis |
|  |                           |

|  | \| \| Spinops sternbergorum \| \| \| \| \| \| Centrosaurus apertus \| \| \| \| |
|  |                                                                                |
|  | Coronosaurus brinkmani                                                         |
|  |                                                                                |
|  | Spinops sternbergorum                                                          |
|  |                                                                                |
|  | Centrosaurus apertus                                                           |
|  |                                                                                |

|  | Spinops sternbergorum |
|  |                       |
|  | Centrosaurus apertus  |
|  |                       |

|  | Pachyrhinosaurus canadensis                                                              |
|  |                                                                                          |
|  | \| \| Pachyrhinosaurus lakustai \| \| \| \| \| \| Pachyrhinosaurus perotorum \| \| \| \| |
|  |                                                                                          |
|  | Pachyrhinosaurus lakustai                                                                |
|  |                                                                                          |
|  | Pachyrhinosaurus perotorum                                                               |
|  |                                                                                          |

|  | Pachyrhinosaurus lakustai  |
|  |                            |
|  | Pachyrhinosaurus perotorum |
|  |                            |

|  | Pachyrhinosaurus canadensis                                                              |
|  |                                                                                          |
|  | \| \| Pachyrhinosaurus lakustai \| \| \| \| \| \| Pachyrhinosaurus perotorum \| \| \| \| |
|  |                                                                                          |
|  | Pachyrhinosaurus lakustai                                                                |
|  |                                                                                          |
|  | Pachyrhinosaurus perotorum                                                               |
|  |                                                                                          |

|  | Pachyrhinosaurus lakustai  |
|  |                            |
|  | Pachyrhinosaurus perotorum |
|  |                            |

|  | Pachyrhinosaurus canadensis                                                              |
|  |                                                                                          |
|  | \| \| Pachyrhinosaurus lakustai \| \| \| \| \| \| Pachyrhinosaurus perotorum \| \| \| \| |
|  |                                                                                          |
|  | Pachyrhinosaurus lakustai                                                                |
|  |                                                                                          |
|  | Pachyrhinosaurus perotorum                                                               |
|  |                                                                                          |

|  | Pachyrhinosaurus lakustai  |
|  |                            |
|  | Pachyrhinosaurus perotorum |
|  |                            |

|  | Pachyrhinosaurus canadensis                                                              |
|  |                                                                                          |
|  | \| \| Pachyrhinosaurus lakustai \| \| \| \| \| \| Pachyrhinosaurus perotorum \| \| \| \| |
|  |                                                                                          |
|  | Pachyrhinosaurus lakustai                                                                |
|  |                                                                                          |
|  | Pachyrhinosaurus perotorum                                                               |
|  |                                                                                          |

|  | Pachyrhinosaurus lakustai  |
|  |                            |
|  | Pachyrhinosaurus perotorum |
|  |                            |

|  | Rubeosaurus ovatus        |
|  |                           |
|  | Styracosaurus albertensis |
|  |                           |

|  | \| \| Spinops sternbergorum \| \| \| \| \| \| Centrosaurus apertus \| \| \| \| |
|  |                                                                                |
|  | Coronosaurus brinkmani                                                         |
|  |                                                                                |
|  | Spinops sternbergorum                                                          |
|  |                                                                                |
|  | Centrosaurus apertus                                                           |
|  |                                                                                |

|  | Spinops sternbergorum |
|  |                       |
|  | Centrosaurus apertus  |
|  |                       |

|  | Rubeosaurus ovatus        |
|  |                           |
|  | Styracosaurus albertensis |
|  |                           |

|  | \| \| Spinops sternbergorum \| \| \| \| \| \| Centrosaurus apertus \| \| \| \| |
|  |                                                                                |
|  | Coronosaurus brinkmani                                                         |
|  |                                                                                |
|  | Spinops sternbergorum                                                          |
|  |                                                                                |
|  | Centrosaurus apertus                                                           |
|  |                                                                                |

|  | Spinops sternbergorum |
|  |                       |
|  | Centrosaurus apertus  |
|  |                       |

|  | Pachyrhinosaurus canadensis                                                              |
|  |                                                                                          |
|  | \| \| Pachyrhinosaurus lakustai \| \| \| \| \| \| Pachyrhinosaurus perotorum \| \| \| \| |
|  |                                                                                          |
|  | Pachyrhinosaurus lakustai                                                                |
|  |                                                                                          |
|  | Pachyrhinosaurus perotorum                                                               |
|  |                                                                                          |

|  | Pachyrhinosaurus lakustai  |
|  |                            |
|  | Pachyrhinosaurus perotorum |
|  |                            |

|  | Pachyrhinosaurus canadensis                                                              |
|  |                                                                                          |
|  | \| \| Pachyrhinosaurus lakustai \| \| \| \| \| \| Pachyrhinosaurus perotorum \| \| \| \| |
|  |                                                                                          |
|  | Pachyrhinosaurus lakustai                                                                |
|  |                                                                                          |
|  | Pachyrhinosaurus perotorum                                                               |
|  |                                                                                          |

|  | Pachyrhinosaurus lakustai  |
|  |                            |
|  | Pachyrhinosaurus perotorum |
|  |                            |

|  | Pachyrhinosaurus canadensis                                                              |
|  |                                                                                          |
|  | \| \| Pachyrhinosaurus lakustai \| \| \| \| \| \| Pachyrhinosaurus perotorum \| \| \| \| |
|  |                                                                                          |
|  | Pachyrhinosaurus lakustai                                                                |
|  |                                                                                          |
|  | Pachyrhinosaurus perotorum                                                               |
|  |                                                                                          |

|  | Pachyrhinosaurus lakustai  |
|  |                            |
|  | Pachyrhinosaurus perotorum |
|  |                            |

|  | Pachyrhinosaurus canadensis                                                              |
|  |                                                                                          |
|  | \| \| Pachyrhinosaurus lakustai \| \| \| \| \| \| Pachyrhinosaurus perotorum \| \| \| \| |
|  |                                                                                          |
|  | Pachyrhinosaurus lakustai                                                                |
|  |                                                                                          |
|  | Pachyrhinosaurus perotorum                                                               |
|  |                                                                                          |

|  | Pachyrhinosaurus lakustai  |
|  |                            |
|  | Pachyrhinosaurus perotorum |
|  |                            |

|  | Sinoceratops zhuchengensis |
|  |                            |
|  | Wendiceratops pinhornensis |
|  |                            |

|  | Rubeosaurus ovatus        |
|  |                           |
|  | Styracosaurus albertensis |
|  |                           |

|  | \| \| Spinops sternbergorum \| \| \| \| \| \| Centrosaurus apertus \| \| \| \| |
|  |                                                                                |
|  | Coronosaurus brinkmani                                                         |
|  |                                                                                |
|  | Spinops sternbergorum                                                          |
|  |                                                                                |
|  | Centrosaurus apertus                                                           |
|  |                                                                                |

|  | Spinops sternbergorum |
|  |                       |
|  | Centrosaurus apertus  |
|  |                       |

|  | Rubeosaurus ovatus        |
|  |                           |
|  | Styracosaurus albertensis |
|  |                           |

|  | \| \| Spinops sternbergorum \| \| \| \| \| \| Centrosaurus apertus \| \| \| \| |
|  |                                                                                |
|  | Coronosaurus brinkmani                                                         |
|  |                                                                                |
|  | Spinops sternbergorum                                                          |
|  |                                                                                |
|  | Centrosaurus apertus                                                           |
|  |                                                                                |

|  | Spinops sternbergorum |
|  |                       |
|  | Centrosaurus apertus  |
|  |                       |

|  | Pachyrhinosaurus canadensis                                                              |
|  |                                                                                          |
|  | \| \| Pachyrhinosaurus lakustai \| \| \| \| \| \| Pachyrhinosaurus perotorum \| \| \| \| |
|  |                                                                                          |
|  | Pachyrhinosaurus lakustai                                                                |
|  |                                                                                          |
|  | Pachyrhinosaurus perotorum                                                               |
|  |                                                                                          |

|  | Pachyrhinosaurus lakustai  |
|  |                            |
|  | Pachyrhinosaurus perotorum |
|  |                            |

|  | Pachyrhinosaurus canadensis                                                              |
|  |                                                                                          |
|  | \| \| Pachyrhinosaurus lakustai \| \| \| \| \| \| Pachyrhinosaurus perotorum \| \| \| \| |
|  |                                                                                          |
|  | Pachyrhinosaurus lakustai                                                                |
|  |                                                                                          |
|  | Pachyrhinosaurus perotorum                                                               |
|  |                                                                                          |

|  | Pachyrhinosaurus lakustai  |
|  |                            |
|  | Pachyrhinosaurus perotorum |
|  |                            |

|  | Pachyrhinosaurus canadensis                                                              |
|  |                                                                                          |
|  | \| \| Pachyrhinosaurus lakustai \| \| \| \| \| \| Pachyrhinosaurus perotorum \| \| \| \| |
|  |                                                                                          |
|  | Pachyrhinosaurus lakustai                                                                |
|  |                                                                                          |
|  | Pachyrhinosaurus perotorum                                                               |
|  |                                                                                          |

|  | Pachyrhinosaurus lakustai  |
|  |                            |
|  | Pachyrhinosaurus perotorum |
|  |                            |

|  | Pachyrhinosaurus canadensis                                                              |
|  |                                                                                          |
|  | \| \| Pachyrhinosaurus lakustai \| \| \| \| \| \| Pachyrhinosaurus perotorum \| \| \| \| |
|  |                                                                                          |
|  | Pachyrhinosaurus lakustai                                                                |
|  |                                                                                          |
|  | Pachyrhinosaurus perotorum                                                               |
|  |                                                                                          |

|  | Pachyrhinosaurus lakustai  |
|  |                            |
|  | Pachyrhinosaurus perotorum |
|  |                            |

|  | Rubeosaurus ovatus        |
|  |                           |
|  | Styracosaurus albertensis |
|  |                           |

|  | \| \| Spinops sternbergorum \| \| \| \| \| \| Centrosaurus apertus \| \| \| \| |
|  |                                                                                |
|  | Coronosaurus brinkmani                                                         |
|  |                                                                                |
|  | Spinops sternbergorum                                                          |
|  |                                                                                |
|  | Centrosaurus apertus                                                           |
|  |                                                                                |

|  | Spinops sternbergorum |
|  |                       |
|  | Centrosaurus apertus  |
|  |                       |

|  | Rubeosaurus ovatus        |
|  |                           |
|  | Styracosaurus albertensis |
|  |                           |

|  | \| \| Spinops sternbergorum \| \| \| \| \| \| Centrosaurus apertus \| \| \| \| |
|  |                                                                                |
|  | Coronosaurus brinkmani                                                         |
|  |                                                                                |
|  | Spinops sternbergorum                                                          |
|  |                                                                                |
|  | Centrosaurus apertus                                                           |
|  |                                                                                |

|  | Spinops sternbergorum |
|  |                       |
|  | Centrosaurus apertus  |
|  |                       |

|  | Pachyrhinosaurus canadensis                                                              |
|  |                                                                                          |
|  | \| \| Pachyrhinosaurus lakustai \| \| \| \| \| \| Pachyrhinosaurus perotorum \| \| \| \| |
|  |                                                                                          |
|  | Pachyrhinosaurus lakustai                                                                |
|  |                                                                                          |
|  | Pachyrhinosaurus perotorum                                                               |
|  |                                                                                          |

|  | Pachyrhinosaurus lakustai  |
|  |                            |
|  | Pachyrhinosaurus perotorum |
|  |                            |

|  | Pachyrhinosaurus canadensis                                                              |
|  |                                                                                          |
|  | \| \| Pachyrhinosaurus lakustai \| \| \| \| \| \| Pachyrhinosaurus perotorum \| \| \| \| |
|  |                                                                                          |
|  | Pachyrhinosaurus lakustai                                                                |
|  |                                                                                          |
|  | Pachyrhinosaurus perotorum                                                               |
|  |                                                                                          |

|  | Pachyrhinosaurus lakustai  |
|  |                            |
|  | Pachyrhinosaurus perotorum |
|  |                            |

|  | Pachyrhinosaurus canadensis                                                              |
|  |                                                                                          |
|  | \| \| Pachyrhinosaurus lakustai \| \| \| \| \| \| Pachyrhinosaurus perotorum \| \| \| \| |
|  |                                                                                          |
|  | Pachyrhinosaurus lakustai                                                                |
|  |                                                                                          |
|  | Pachyrhinosaurus perotorum                                                               |
|  |                                                                                          |

|  | Pachyrhinosaurus lakustai  |
|  |                            |
|  | Pachyrhinosaurus perotorum |
|  |                            |

|  | Pachyrhinosaurus canadensis                                                              |
|  |                                                                                          |
|  | \| \| Pachyrhinosaurus lakustai \| \| \| \| \| \| Pachyrhinosaurus perotorum \| \| \| \| |
|  |                                                                                          |
|  | Pachyrhinosaurus lakustai                                                                |
|  |                                                                                          |
|  | Pachyrhinosaurus perotorum                                                               |
|  |                                                                                          |

|  | Pachyrhinosaurus lakustai  |
|  |                            |
|  | Pachyrhinosaurus perotorum |
|  |                            |

|  | Avaceratops lammersi (ANSP 15800) |
|  |                                   |
|  | MOR 692                           |
|  |                                   |
|  | CMN 8804                          |
|  |                                   |
|  | Nasutoceratops titusi             |
|  |                                   |
|  | Nuovo taxon di Malta              |
|  |                                   |

|  | Sinoceratops zhuchengensis |
|  |                            |
|  | Wendiceratops pinhornensis |
|  |                            |

|  | Rubeosaurus ovatus        |
|  |                           |
|  | Styracosaurus albertensis |
|  |                           |

|  | \| \| Spinops sternbergorum \| \| \| \| \| \| Centrosaurus apertus \| \| \| \| |
|  |                                                                                |
|  | Coronosaurus brinkmani                                                         |
|  |                                                                                |
|  | Spinops sternbergorum                                                          |
|  |                                                                                |
|  | Centrosaurus apertus                                                           |
|  |                                                                                |

|  | Spinops sternbergorum |
|  |                       |
|  | Centrosaurus apertus  |
|  |                       |

|  | Rubeosaurus ovatus        |
|  |                           |
|  | Styracosaurus albertensis |
|  |                           |

|  | \| \| Spinops sternbergorum \| \| \| \| \| \| Centrosaurus apertus \| \| \| \| |
|  |                                                                                |
|  | Coronosaurus brinkmani                                                         |
|  |                                                                                |
|  | Spinops sternbergorum                                                          |
|  |                                                                                |
|  | Centrosaurus apertus                                                           |
|  |                                                                                |

|  | Spinops sternbergorum |
|  |                       |
|  | Centrosaurus apertus  |
|  |                       |

|  | Pachyrhinosaurus canadensis                                                              |
|  |                                                                                          |
|  | \| \| Pachyrhinosaurus lakustai \| \| \| \| \| \| Pachyrhinosaurus perotorum \| \| \| \| |
|  |                                                                                          |
|  | Pachyrhinosaurus lakustai                                                                |
|  |                                                                                          |
|  | Pachyrhinosaurus perotorum                                                               |
|  |                                                                                          |

|  | Pachyrhinosaurus lakustai  |
|  |                            |
|  | Pachyrhinosaurus perotorum |
|  |                            |

|  | Pachyrhinosaurus canadensis                                                              |
|  |                                                                                          |
|  | \| \| Pachyrhinosaurus lakustai \| \| \| \| \| \| Pachyrhinosaurus perotorum \| \| \| \| |
|  |                                                                                          |
|  | Pachyrhinosaurus lakustai                                                                |
|  |                                                                                          |
|  | Pachyrhinosaurus perotorum                                                               |
|  |                                                                                          |

|  | Pachyrhinosaurus lakustai  |
|  |                            |
|  | Pachyrhinosaurus perotorum |
|  |                            |

|  | Pachyrhinosaurus canadensis                                                              |
|  |                                                                                          |
|  | \| \| Pachyrhinosaurus lakustai \| \| \| \| \| \| Pachyrhinosaurus perotorum \| \| \| \| |
|  |                                                                                          |
|  | Pachyrhinosaurus lakustai                                                                |
|  |                                                                                          |
|  | Pachyrhinosaurus perotorum                                                               |
|  |                                                                                          |

|  | Pachyrhinosaurus lakustai  |
|  |                            |
|  | Pachyrhinosaurus perotorum |
|  |                            |

|  | Pachyrhinosaurus canadensis                                                              |
|  |                                                                                          |
|  | \| \| Pachyrhinosaurus lakustai \| \| \| \| \| \| Pachyrhinosaurus perotorum \| \| \| \| |
|  |                                                                                          |
|  | Pachyrhinosaurus lakustai                                                                |
|  |                                                                                          |
|  | Pachyrhinosaurus perotorum                                                               |
|  |                                                                                          |

|  | Pachyrhinosaurus lakustai  |
|  |                            |
|  | Pachyrhinosaurus perotorum |
|  |                            |

|  | Rubeosaurus ovatus        |
|  |                           |
|  | Styracosaurus albertensis |
|  |                           |

|  | \| \| Spinops sternbergorum \| \| \| \| \| \| Centrosaurus apertus \| \| \| \| |
|  |                                                                                |
|  | Coronosaurus brinkmani                                                         |
|  |                                                                                |
|  | Spinops sternbergorum                                                          |
|  |                                                                                |
|  | Centrosaurus apertus                                                           |
|  |                                                                                |

|  | Spinops sternbergorum |
|  |                       |
|  | Centrosaurus apertus  |
|  |                       |

|  | Rubeosaurus ovatus        |
|  |                           |
|  | Styracosaurus albertensis |
|  |                           |

|  | \| \| Spinops sternbergorum \| \| \| \| \| \| Centrosaurus apertus \| \| \| \| |
|  |                                                                                |
|  | Coronosaurus brinkmani                                                         |
|  |                                                                                |
|  | Spinops sternbergorum                                                          |
|  |                                                                                |
|  | Centrosaurus apertus                                                           |
|  |                                                                                |

|  | Spinops sternbergorum |
|  |                       |
|  | Centrosaurus apertus  |
|  |                       |

|  | Pachyrhinosaurus canadensis                                                              |
|  |                                                                                          |
|  | \| \| Pachyrhinosaurus lakustai \| \| \| \| \| \| Pachyrhinosaurus perotorum \| \| \| \| |
|  |                                                                                          |
|  | Pachyrhinosaurus lakustai                                                                |
|  |                                                                                          |
|  | Pachyrhinosaurus perotorum                                                               |
|  |                                                                                          |

|  | Pachyrhinosaurus lakustai  |
|  |                            |
|  | Pachyrhinosaurus perotorum |
|  |                            |

|  | Pachyrhinosaurus canadensis                                                              |
|  |                                                                                          |
|  | \| \| Pachyrhinosaurus lakustai \| \| \| \| \| \| Pachyrhinosaurus perotorum \| \| \| \| |
|  |                                                                                          |
|  | Pachyrhinosaurus lakustai                                                                |
|  |                                                                                          |
|  | Pachyrhinosaurus perotorum                                                               |
|  |                                                                                          |

|  | Pachyrhinosaurus lakustai  |
|  |                            |
|  | Pachyrhinosaurus perotorum |
|  |                            |

|  | Pachyrhinosaurus canadensis                                                              |
|  |                                                                                          |
|  | \| \| Pachyrhinosaurus lakustai \| \| \| \| \| \| Pachyrhinosaurus perotorum \| \| \| \| |
|  |                                                                                          |
|  | Pachyrhinosaurus lakustai                                                                |
|  |                                                                                          |
|  | Pachyrhinosaurus perotorum                                                               |
|  |                                                                                          |

|  | Pachyrhinosaurus lakustai  |
|  |                            |
|  | Pachyrhinosaurus perotorum |
|  |                            |

|  | Pachyrhinosaurus canadensis                                                              |
|  |                                                                                          |
|  | \| \| Pachyrhinosaurus lakustai \| \| \| \| \| \| Pachyrhinosaurus perotorum \| \| \| \| |
|  |                                                                                          |
|  | Pachyrhinosaurus lakustai                                                                |
|  |                                                                                          |
|  | Pachyrhinosaurus perotorum                                                               |
|  |                                                                                          |

|  | Pachyrhinosaurus lakustai  |
|  |                            |
|  | Pachyrhinosaurus perotorum |
|  |                            |

|  | Sinoceratops zhuchengensis |
|  |                            |
|  | Wendiceratops pinhornensis |
|  |                            |

|  | Rubeosaurus ovatus        |
|  |                           |
|  | Styracosaurus albertensis |
|  |                           |

|  | \| \| Spinops sternbergorum \| \| \| \| \| \| Centrosaurus apertus \| \| \| \| |
|  |                                                                                |
|  | Coronosaurus brinkmani                                                         |
|  |                                                                                |
|  | Spinops sternbergorum                                                          |
|  |                                                                                |
|  | Centrosaurus apertus                                                           |
|  |                                                                                |

|  | Spinops sternbergorum |
|  |                       |
|  | Centrosaurus apertus  |
|  |                       |

|  | Rubeosaurus ovatus        |
|  |                           |
|  | Styracosaurus albertensis |
|  |                           |

|  | \| \| Spinops sternbergorum \| \| \| \| \| \| Centrosaurus apertus \| \| \| \| |
|  |                                                                                |
|  | Coronosaurus brinkmani                                                         |
|  |                                                                                |
|  | Spinops sternbergorum                                                          |
|  |                                                                                |
|  | Centrosaurus apertus                                                           |
|  |                                                                                |

|  | Spinops sternbergorum |
|  |                       |
|  | Centrosaurus apertus  |
|  |                       |

|  | Pachyrhinosaurus canadensis                                                              |
|  |                                                                                          |
|  | \| \| Pachyrhinosaurus lakustai \| \| \| \| \| \| Pachyrhinosaurus perotorum \| \| \| \| |
|  |                                                                                          |
|  | Pachyrhinosaurus lakustai                                                                |
|  |                                                                                          |
|  | Pachyrhinosaurus perotorum                                                               |
|  |                                                                                          |

|  | Pachyrhinosaurus lakustai  |
|  |                            |
|  | Pachyrhinosaurus perotorum |
|  |                            |

|  | Pachyrhinosaurus canadensis                                                              |
|  |                                                                                          |
|  | \| \| Pachyrhinosaurus lakustai \| \| \| \| \| \| Pachyrhinosaurus perotorum \| \| \| \| |
|  |                                                                                          |
|  | Pachyrhinosaurus lakustai                                                                |
|  |                                                                                          |
|  | Pachyrhinosaurus perotorum                                                               |
|  |                                                                                          |

|  | Pachyrhinosaurus lakustai  |
|  |                            |
|  | Pachyrhinosaurus perotorum |
|  |                            |

|  | Pachyrhinosaurus canadensis                                                              |
|  |                                                                                          |
|  | \| \| Pachyrhinosaurus lakustai \| \| \| \| \| \| Pachyrhinosaurus perotorum \| \| \| \| |
|  |                                                                                          |
|  | Pachyrhinosaurus lakustai                                                                |
|  |                                                                                          |
|  | Pachyrhinosaurus perotorum                                                               |
|  |                                                                                          |

|  | Pachyrhinosaurus lakustai  |
|  |                            |
|  | Pachyrhinosaurus perotorum |
|  |                            |

|  | Pachyrhinosaurus canadensis                                                              |
|  |                                                                                          |
|  | \| \| Pachyrhinosaurus lakustai \| \| \| \| \| \| Pachyrhinosaurus perotorum \| \| \| \| |
|  |                                                                                          |
|  | Pachyrhinosaurus lakustai                                                                |
|  |                                                                                          |
|  | Pachyrhinosaurus perotorum                                                               |
|  |                                                                                          |

|  | Pachyrhinosaurus lakustai  |
|  |                            |
|  | Pachyrhinosaurus perotorum |
|  |                            |

|  | Rubeosaurus ovatus        |
|  |                           |
|  | Styracosaurus albertensis |
|  |                           |

|  | \| \| Spinops sternbergorum \| \| \| \| \| \| Centrosaurus apertus \| \| \| \| |
|  |                                                                                |
|  | Coronosaurus brinkmani                                                         |
|  |                                                                                |
|  | Spinops sternbergorum                                                          |
|  |                                                                                |
|  | Centrosaurus apertus                                                           |
|  |                                                                                |

|  | Spinops sternbergorum |
|  |                       |
|  | Centrosaurus apertus  |
|  |                       |

|  | Rubeosaurus ovatus        |
|  |                           |
|  | Styracosaurus albertensis |
|  |                           |

|  | \| \| Spinops sternbergorum \| \| \| \| \| \| Centrosaurus apertus \| \| \| \| |
|  |                                                                                |
|  | Coronosaurus brinkmani                                                         |
|  |                                                                                |
|  | Spinops sternbergorum                                                          |
|  |                                                                                |
|  | Centrosaurus apertus                                                           |
|  |                                                                                |

|  | Spinops sternbergorum |
|  |                       |
|  | Centrosaurus apertus  |
|  |                       |

|  | Pachyrhinosaurus canadensis                                                              |
|  |                                                                                          |
|  | \| \| Pachyrhinosaurus lakustai \| \| \| \| \| \| Pachyrhinosaurus perotorum \| \| \| \| |
|  |                                                                                          |
|  | Pachyrhinosaurus lakustai                                                                |
|  |                                                                                          |
|  | Pachyrhinosaurus perotorum                                                               |
|  |                                                                                          |

|  | Pachyrhinosaurus lakustai  |
|  |                            |
|  | Pachyrhinosaurus perotorum |
|  |                            |

|  | Pachyrhinosaurus canadensis                                                              |
|  |                                                                                          |
|  | \| \| Pachyrhinosaurus lakustai \| \| \| \| \| \| Pachyrhinosaurus perotorum \| \| \| \| |
|  |                                                                                          |
|  | Pachyrhinosaurus lakustai                                                                |
|  |                                                                                          |
|  | Pachyrhinosaurus perotorum                                                               |
|  |                                                                                          |

|  | Pachyrhinosaurus lakustai  |
|  |                            |
|  | Pachyrhinosaurus perotorum |
|  |                            |

|  | Pachyrhinosaurus canadensis                                                              |
|  |                                                                                          |
|  | \| \| Pachyrhinosaurus lakustai \| \| \| \| \| \| Pachyrhinosaurus perotorum \| \| \| \| |
|  |                                                                                          |
|  | Pachyrhinosaurus lakustai                                                                |
|  |                                                                                          |
|  | Pachyrhinosaurus perotorum                                                               |
|  |                                                                                          |

|  | Pachyrhinosaurus lakustai  |
|  |                            |
|  | Pachyrhinosaurus perotorum |
|  |                            |

|  | Pachyrhinosaurus canadensis                                                              |
|  |                                                                                          |
|  | \| \| Pachyrhinosaurus lakustai \| \| \| \| \| \| Pachyrhinosaurus perotorum \| \| \| \| |
|  |                                                                                          |
|  | Pachyrhinosaurus lakustai                                                                |
|  |                                                                                          |
|  | Pachyrhinosaurus perotorum                                                               |
|  |                                                                                          |

|  | Pachyrhinosaurus lakustai  |
|  |                            |
|  | Pachyrhinosaurus perotorum |
|  |                            |

|  | Sinoceratops zhuchengensis |
|  |                            |
|  | Wendiceratops pinhornensis |
|  |                            |

|  | Rubeosaurus ovatus        |
|  |                           |
|  | Styracosaurus albertensis |
|  |                           |

|  | \| \| Spinops sternbergorum \| \| \| \| \| \| Centrosaurus apertus \| \| \| \| |
|  |                                                                                |
|  | Coronosaurus brinkmani                                                         |
|  |                                                                                |
|  | Spinops sternbergorum                                                          |
|  |                                                                                |
|  | Centrosaurus apertus                                                           |
|  |                                                                                |

|  | Spinops sternbergorum |
|  |                       |
|  | Centrosaurus apertus  |
|  |                       |

|  | Rubeosaurus ovatus        |
|  |                           |
|  | Styracosaurus albertensis |
|  |                           |

|  | \| \| Spinops sternbergorum \| \| \| \| \| \| Centrosaurus apertus \| \| \| \| |
|  |                                                                                |
|  | Coronosaurus brinkmani                                                         |
|  |                                                                                |
|  | Spinops sternbergorum                                                          |
|  |                                                                                |
|  | Centrosaurus apertus                                                           |
|  |                                                                                |

|  | Spinops sternbergorum |
|  |                       |
|  | Centrosaurus apertus  |
|  |                       |

|  | Pachyrhinosaurus canadensis                                                              |
|  |                                                                                          |
|  | \| \| Pachyrhinosaurus lakustai \| \| \| \| \| \| Pachyrhinosaurus perotorum \| \| \| \| |
|  |                                                                                          |
|  | Pachyrhinosaurus lakustai                                                                |
|  |                                                                                          |
|  | Pachyrhinosaurus perotorum                                                               |
|  |                                                                                          |

|  | Pachyrhinosaurus lakustai  |
|  |                            |
|  | Pachyrhinosaurus perotorum |
|  |                            |

|  | Pachyrhinosaurus canadensis                                                              |
|  |                                                                                          |
|  | \| \| Pachyrhinosaurus lakustai \| \| \| \| \| \| Pachyrhinosaurus perotorum \| \| \| \| |
|  |                                                                                          |
|  | Pachyrhinosaurus lakustai                                                                |
|  |                                                                                          |
|  | Pachyrhinosaurus perotorum                                                               |
|  |                                                                                          |

|  | Pachyrhinosaurus lakustai  |
|  |                            |
|  | Pachyrhinosaurus perotorum |
|  |                            |

|  | Pachyrhinosaurus canadensis                                                              |
|  |                                                                                          |
|  | \| \| Pachyrhinosaurus lakustai \| \| \| \| \| \| Pachyrhinosaurus perotorum \| \| \| \| |
|  |                                                                                          |
|  | Pachyrhinosaurus lakustai                                                                |
|  |                                                                                          |
|  | Pachyrhinosaurus perotorum                                                               |
|  |                                                                                          |

|  | Pachyrhinosaurus lakustai  |
|  |                            |
|  | Pachyrhinosaurus perotorum |
|  |                            |

|  | Pachyrhinosaurus canadensis                                                              |
|  |                                                                                          |
|  | \| \| Pachyrhinosaurus lakustai \| \| \| \| \| \| Pachyrhinosaurus perotorum \| \| \| \| |
|  |                                                                                          |
|  | Pachyrhinosaurus lakustai                                                                |
|  |                                                                                          |
|  | Pachyrhinosaurus perotorum                                                               |
|  |                                                                                          |

|  | Pachyrhinosaurus lakustai  |
|  |                            |
|  | Pachyrhinosaurus perotorum |
|  |                            |

|  | Rubeosaurus ovatus        |
|  |                           |
|  | Styracosaurus albertensis |
|  |                           |

|  | \| \| Spinops sternbergorum \| \| \| \| \| \| Centrosaurus apertus \| \| \| \| |
|  |                                                                                |
|  | Coronosaurus brinkmani                                                         |
|  |                                                                                |
|  | Spinops sternbergorum                                                          |
|  |                                                                                |
|  | Centrosaurus apertus                                                           |
|  |                                                                                |

|  | Spinops sternbergorum |
|  |                       |
|  | Centrosaurus apertus  |
|  |                       |

|  | Rubeosaurus ovatus        |
|  |                           |
|  | Styracosaurus albertensis |
|  |                           |

|  | \| \| Spinops sternbergorum \| \| \| \| \| \| Centrosaurus apertus \| \| \| \| |
|  |                                                                                |
|  | Coronosaurus brinkmani                                                         |
|  |                                                                                |
|  | Spinops sternbergorum                                                          |
|  |                                                                                |
|  | Centrosaurus apertus                                                           |
|  |                                                                                |

|  | Spinops sternbergorum |
|  |                       |
|  | Centrosaurus apertus  |
|  |                       |

|  | Pachyrhinosaurus canadensis                                                              |
|  |                                                                                          |
|  | \| \| Pachyrhinosaurus lakustai \| \| \| \| \| \| Pachyrhinosaurus perotorum \| \| \| \| |
|  |                                                                                          |
|  | Pachyrhinosaurus lakustai                                                                |
|  |                                                                                          |
|  | Pachyrhinosaurus perotorum                                                               |
|  |                                                                                          |

|  | Pachyrhinosaurus lakustai  |
|  |                            |
|  | Pachyrhinosaurus perotorum |
|  |                            |

|  | Pachyrhinosaurus canadensis                                                              |
|  |                                                                                          |
|  | \| \| Pachyrhinosaurus lakustai \| \| \| \| \| \| Pachyrhinosaurus perotorum \| \| \| \| |
|  |                                                                                          |
|  | Pachyrhinosaurus lakustai                                                                |
|  |                                                                                          |
|  | Pachyrhinosaurus perotorum                                                               |
|  |                                                                                          |

|  | Pachyrhinosaurus lakustai  |
|  |                            |
|  | Pachyrhinosaurus perotorum |
|  |                            |

|  | Pachyrhinosaurus canadensis                                                              |
|  |                                                                                          |
|  | \| \| Pachyrhinosaurus lakustai \| \| \| \| \| \| Pachyrhinosaurus perotorum \| \| \| \| |
|  |                                                                                          |
|  | Pachyrhinosaurus lakustai                                                                |
|  |                                                                                          |
|  | Pachyrhinosaurus perotorum                                                               |
|  |                                                                                          |

|  | Pachyrhinosaurus lakustai  |
|  |                            |
|  | Pachyrhinosaurus perotorum |
|  |                            |

|  | Pachyrhinosaurus canadensis                                                              |
|  |                                                                                          |
|  | \| \| Pachyrhinosaurus lakustai \| \| \| \| \| \| Pachyrhinosaurus perotorum \| \| \| \| |
|  |                                                                                          |
|  | Pachyrhinosaurus lakustai                                                                |
|  |                                                                                          |
|  | Pachyrhinosaurus perotorum                                                               |
|  |                                                                                          |

|  | Pachyrhinosaurus lakustai  |
|  |                            |
|  | Pachyrhinosaurus perotorum |
|  |                            |

|  | Sinoceratops zhuchengensis |
|  |                            |
|  | Wendiceratops pinhornensis |
|  |                            |

|  | Rubeosaurus ovatus        |
|  |                           |
|  | Styracosaurus albertensis |
|  |                           |

|  | \| \| Spinops sternbergorum \| \| \| \| \| \| Centrosaurus apertus \| \| \| \| |
|  |                                                                                |
|  | Coronosaurus brinkmani                                                         |
|  |                                                                                |
|  | Spinops sternbergorum                                                          |
|  |                                                                                |
|  | Centrosaurus apertus                                                           |
|  |                                                                                |

|  | Spinops sternbergorum |
|  |                       |
|  | Centrosaurus apertus  |
|  |                       |

|  | Rubeosaurus ovatus        |
|  |                           |
|  | Styracosaurus albertensis |
|  |                           |

|  | \| \| Spinops sternbergorum \| \| \| \| \| \| Centrosaurus apertus \| \| \| \| |
|  |                                                                                |
|  | Coronosaurus brinkmani                                                         |
|  |                                                                                |
|  | Spinops sternbergorum                                                          |
|  |                                                                                |
|  | Centrosaurus apertus                                                           |
|  |                                                                                |

|  | Spinops sternbergorum |
|  |                       |
|  | Centrosaurus apertus  |
|  |                       |

|  | Pachyrhinosaurus canadensis                                                              |
|  |                                                                                          |
|  | \| \| Pachyrhinosaurus lakustai \| \| \| \| \| \| Pachyrhinosaurus perotorum \| \| \| \| |
|  |                                                                                          |
|  | Pachyrhinosaurus lakustai                                                                |
|  |                                                                                          |
|  | Pachyrhinosaurus perotorum                                                               |
|  |                                                                                          |

|  | Pachyrhinosaurus lakustai  |
|  |                            |
|  | Pachyrhinosaurus perotorum |
|  |                            |

|  | Pachyrhinosaurus canadensis                                                              |
|  |                                                                                          |
|  | \| \| Pachyrhinosaurus lakustai \| \| \| \| \| \| Pachyrhinosaurus perotorum \| \| \| \| |
|  |                                                                                          |
|  | Pachyrhinosaurus lakustai                                                                |
|  |                                                                                          |
|  | Pachyrhinosaurus perotorum                                                               |
|  |                                                                                          |

|  | Pachyrhinosaurus lakustai  |
|  |                            |
|  | Pachyrhinosaurus perotorum |
|  |                            |

|  | Pachyrhinosaurus canadensis                                                              |
|  |                                                                                          |
|  | \| \| Pachyrhinosaurus lakustai \| \| \| \| \| \| Pachyrhinosaurus perotorum \| \| \| \| |
|  |                                                                                          |
|  | Pachyrhinosaurus lakustai                                                                |
|  |                                                                                          |
|  | Pachyrhinosaurus perotorum                                                               |
|  |                                                                                          |

|  | Pachyrhinosaurus lakustai  |
|  |                            |
|  | Pachyrhinosaurus perotorum |
|  |                            |

|  | Pachyrhinosaurus canadensis                                                              |
|  |                                                                                          |
|  | \| \| Pachyrhinosaurus lakustai \| \| \| \| \| \| Pachyrhinosaurus perotorum \| \| \| \| |
|  |                                                                                          |
|  | Pachyrhinosaurus lakustai                                                                |
|  |                                                                                          |
|  | Pachyrhinosaurus perotorum                                                               |
|  |                                                                                          |

|  | Pachyrhinosaurus lakustai  |
|  |                            |
|  | Pachyrhinosaurus perotorum |
|  |                            |

|  | Rubeosaurus ovatus        |
|  |                           |
|  | Styracosaurus albertensis |
|  |                           |

|  | \| \| Spinops sternbergorum \| \| \| \| \| \| Centrosaurus apertus \| \| \| \| |
|  |                                                                                |
|  | Coronosaurus brinkmani                                                         |
|  |                                                                                |
|  | Spinops sternbergorum                                                          |
|  |                                                                                |
|  | Centrosaurus apertus                                                           |
|  |                                                                                |

|  | Spinops sternbergorum |
|  |                       |
|  | Centrosaurus apertus  |
|  |                       |

|  | Rubeosaurus ovatus        |
|  |                           |
|  | Styracosaurus albertensis |
|  |                           |

|  | \| \| Spinops sternbergorum \| \| \| \| \| \| Centrosaurus apertus \| \| \| \| |
|  |                                                                                |
|  | Coronosaurus brinkmani                                                         |
|  |                                                                                |
|  | Spinops sternbergorum                                                          |
|  |                                                                                |
|  | Centrosaurus apertus                                                           |
|  |                                                                                |

|  | Spinops sternbergorum |
|  |                       |
|  | Centrosaurus apertus  |
|  |                       |

|  | Pachyrhinosaurus canadensis                                                              |
|  |                                                                                          |
|  | \| \| Pachyrhinosaurus lakustai \| \| \| \| \| \| Pachyrhinosaurus perotorum \| \| \| \| |
|  |                                                                                          |
|  | Pachyrhinosaurus lakustai                                                                |
|  |                                                                                          |
|  | Pachyrhinosaurus perotorum                                                               |
|  |                                                                                          |

|  | Pachyrhinosaurus lakustai  |
|  |                            |
|  | Pachyrhinosaurus perotorum |
|  |                            |

|  | Pachyrhinosaurus canadensis                                                              |
|  |                                                                                          |
|  | \| \| Pachyrhinosaurus lakustai \| \| \| \| \| \| Pachyrhinosaurus perotorum \| \| \| \| |
|  |                                                                                          |
|  | Pachyrhinosaurus lakustai                                                                |
|  |                                                                                          |
|  | Pachyrhinosaurus perotorum                                                               |
|  |                                                                                          |

|  | Pachyrhinosaurus lakustai  |
|  |                            |
|  | Pachyrhinosaurus perotorum |
|  |                            |

|  | Pachyrhinosaurus canadensis                                                              |
|  |                                                                                          |
|  | \| \| Pachyrhinosaurus lakustai \| \| \| \| \| \| Pachyrhinosaurus perotorum \| \| \| \| |
|  |                                                                                          |
|  | Pachyrhinosaurus lakustai                                                                |
|  |                                                                                          |
|  | Pachyrhinosaurus perotorum                                                               |
|  |                                                                                          |

|  | Pachyrhinosaurus lakustai  |
|  |                            |
|  | Pachyrhinosaurus perotorum |
|  |                            |

|  | Pachyrhinosaurus canadensis                                                              |
|  |                                                                                          |
|  | \| \| Pachyrhinosaurus lakustai \| \| \| \| \| \| Pachyrhinosaurus perotorum \| \| \| \| |
|  |                                                                                          |
|  | Pachyrhinosaurus lakustai                                                                |
|  |                                                                                          |
|  | Pachyrhinosaurus perotorum                                                               |
|  |                                                                                          |

|  | Pachyrhinosaurus lakustai  |
|  |                            |
|  | Pachyrhinosaurus perotorum |
|  |                            |

|  | Avaceratops lammersi (ANSP 15800) |
|  |                                   |
|  | MOR 692                           |
|  |                                   |
|  | CMN 8804                          |
|  |                                   |
|  | Nasutoceratops titusi             |
|  |                                   |
|  | Nuovo taxon di Malta              |
|  |                                   |

|  | Sinoceratops zhuchengensis |
|  |                            |
|  | Wendiceratops pinhornensis |
|  |                            |

|  | Rubeosaurus ovatus        |
|  |                           |
|  | Styracosaurus albertensis |
|  |                           |

|  | \| \| Spinops sternbergorum \| \| \| \| \| \| Centrosaurus apertus \| \| \| \| |
|  |                                                                                |
|  | Coronosaurus brinkmani                                                         |
|  |                                                                                |
|  | Spinops sternbergorum                                                          |
|  |                                                                                |
|  | Centrosaurus apertus                                                           |
|  |                                                                                |

|  | Spinops sternbergorum |
|  |                       |
|  | Centrosaurus apertus  |
|  |                       |

|  | Rubeosaurus ovatus        |
|  |                           |
|  | Styracosaurus albertensis |
|  |                           |

|  | \| \| Spinops sternbergorum \| \| \| \| \| \| Centrosaurus apertus \| \| \| \| |
|  |                                                                                |
|  | Coronosaurus brinkmani                                                         |
|  |                                                                                |
|  | Spinops sternbergorum                                                          |
|  |                                                                                |
|  | Centrosaurus apertus                                                           |
|  |                                                                                |

|  | Spinops sternbergorum |
|  |                       |
|  | Centrosaurus apertus  |
|  |                       |

|  | Pachyrhinosaurus canadensis                                                              |
|  |                                                                                          |
|  | \| \| Pachyrhinosaurus lakustai \| \| \| \| \| \| Pachyrhinosaurus perotorum \| \| \| \| |
|  |                                                                                          |
|  | Pachyrhinosaurus lakustai                                                                |
|  |                                                                                          |
|  | Pachyrhinosaurus perotorum                                                               |
|  |                                                                                          |

|  | Pachyrhinosaurus lakustai  |
|  |                            |
|  | Pachyrhinosaurus perotorum |
|  |                            |

|  | Pachyrhinosaurus canadensis                                                              |
|  |                                                                                          |
|  | \| \| Pachyrhinosaurus lakustai \| \| \| \| \| \| Pachyrhinosaurus perotorum \| \| \| \| |
|  |                                                                                          |
|  | Pachyrhinosaurus lakustai                                                                |
|  |                                                                                          |
|  | Pachyrhinosaurus perotorum                                                               |
|  |                                                                                          |

|  | Pachyrhinosaurus lakustai  |
|  |                            |
|  | Pachyrhinosaurus perotorum |
|  |                            |

|  | Pachyrhinosaurus canadensis                                                              |
|  |                                                                                          |
|  | \| \| Pachyrhinosaurus lakustai \| \| \| \| \| \| Pachyrhinosaurus perotorum \| \| \| \| |
|  |                                                                                          |
|  | Pachyrhinosaurus lakustai                                                                |
|  |                                                                                          |
|  | Pachyrhinosaurus perotorum                                                               |
|  |                                                                                          |

|  | Pachyrhinosaurus lakustai  |
|  |                            |
|  | Pachyrhinosaurus perotorum |
|  |                            |

|  | Pachyrhinosaurus canadensis                                                              |
|  |                                                                                          |
|  | \| \| Pachyrhinosaurus lakustai \| \| \| \| \| \| Pachyrhinosaurus perotorum \| \| \| \| |
|  |                                                                                          |
|  | Pachyrhinosaurus lakustai                                                                |
|  |                                                                                          |
|  | Pachyrhinosaurus perotorum                                                               |
|  |                                                                                          |

|  | Pachyrhinosaurus lakustai  |
|  |                            |
|  | Pachyrhinosaurus perotorum |
|  |                            |

|  | Rubeosaurus ovatus        |
|  |                           |
|  | Styracosaurus albertensis |
|  |                           |

|  | \| \| Spinops sternbergorum \| \| \| \| \| \| Centrosaurus apertus \| \| \| \| |
|  |                                                                                |
|  | Coronosaurus brinkmani                                                         |
|  |                                                                                |
|  | Spinops sternbergorum                                                          |
|  |                                                                                |
|  | Centrosaurus apertus                                                           |
|  |                                                                                |

|  | Spinops sternbergorum |
|  |                       |
|  | Centrosaurus apertus  |
|  |                       |

|  | Rubeosaurus ovatus        |
|  |                           |
|  | Styracosaurus albertensis |
|  |                           |

|  | \| \| Spinops sternbergorum \| \| \| \| \| \| Centrosaurus apertus \| \| \| \| |
|  |                                                                                |
|  | Coronosaurus brinkmani                                                         |
|  |                                                                                |
|  | Spinops sternbergorum                                                          |
|  |                                                                                |
|  | Centrosaurus apertus                                                           |
|  |                                                                                |

|  | Spinops sternbergorum |
|  |                       |
|  | Centrosaurus apertus  |
|  |                       |

|  | Pachyrhinosaurus canadensis                                                              |
|  |                                                                                          |
|  | \| \| Pachyrhinosaurus lakustai \| \| \| \| \| \| Pachyrhinosaurus perotorum \| \| \| \| |
|  |                                                                                          |
|  | Pachyrhinosaurus lakustai                                                                |
|  |                                                                                          |
|  | Pachyrhinosaurus perotorum                                                               |
|  |                                                                                          |

|  | Pachyrhinosaurus lakustai  |
|  |                            |
|  | Pachyrhinosaurus perotorum |
|  |                            |

|  | Pachyrhinosaurus canadensis                                                              |
|  |                                                                                          |
|  | \| \| Pachyrhinosaurus lakustai \| \| \| \| \| \| Pachyrhinosaurus perotorum \| \| \| \| |
|  |                                                                                          |
|  | Pachyrhinosaurus lakustai                                                                |
|  |                                                                                          |
|  | Pachyrhinosaurus perotorum                                                               |
|  |                                                                                          |

|  | Pachyrhinosaurus lakustai  |
|  |                            |
|  | Pachyrhinosaurus perotorum |
|  |                            |

|  | Pachyrhinosaurus canadensis                                                              |
|  |                                                                                          |
|  | \| \| Pachyrhinosaurus lakustai \| \| \| \| \| \| Pachyrhinosaurus perotorum \| \| \| \| |
|  |                                                                                          |
|  | Pachyrhinosaurus lakustai                                                                |
|  |                                                                                          |
|  | Pachyrhinosaurus perotorum                                                               |
|  |                                                                                          |

|  | Pachyrhinosaurus lakustai  |
|  |                            |
|  | Pachyrhinosaurus perotorum |
|  |                            |

|  | Pachyrhinosaurus canadensis                                                              |
|  |                                                                                          |
|  | \| \| Pachyrhinosaurus lakustai \| \| \| \| \| \| Pachyrhinosaurus perotorum \| \| \| \| |
|  |                                                                                          |
|  | Pachyrhinosaurus lakustai                                                                |
|  |                                                                                          |
|  | Pachyrhinosaurus perotorum                                                               |
|  |                                                                                          |

|  | Pachyrhinosaurus lakustai  |
|  |                            |
|  | Pachyrhinosaurus perotorum |
|  |                            |

|  | Sinoceratops zhuchengensis |
|  |                            |
|  | Wendiceratops pinhornensis |
|  |                            |

|  | Rubeosaurus ovatus        |
|  |                           |
|  | Styracosaurus albertensis |
|  |                           |

|  | \| \| Spinops sternbergorum \| \| \| \| \| \| Centrosaurus apertus \| \| \| \| |
|  |                                                                                |
|  | Coronosaurus brinkmani                                                         |
|  |                                                                                |
|  | Spinops sternbergorum                                                          |
|  |                                                                                |
|  | Centrosaurus apertus                                                           |
|  |                                                                                |

|  | Spinops sternbergorum |
|  |                       |
|  | Centrosaurus apertus  |
|  |                       |

|  | Rubeosaurus ovatus        |
|  |                           |
|  | Styracosaurus albertensis |
|  |                           |

|  | \| \| Spinops sternbergorum \| \| \| \| \| \| Centrosaurus apertus \| \| \| \| |
|  |                                                                                |
|  | Coronosaurus brinkmani                                                         |
|  |                                                                                |
|  | Spinops sternbergorum                                                          |
|  |                                                                                |
|  | Centrosaurus apertus                                                           |
|  |                                                                                |

|  | Spinops sternbergorum |
|  |                       |
|  | Centrosaurus apertus  |
|  |                       |

|  | Pachyrhinosaurus canadensis                                                              |
|  |                                                                                          |
|  | \| \| Pachyrhinosaurus lakustai \| \| \| \| \| \| Pachyrhinosaurus perotorum \| \| \| \| |
|  |                                                                                          |
|  | Pachyrhinosaurus lakustai                                                                |
|  |                                                                                          |
|  | Pachyrhinosaurus perotorum                                                               |
|  |                                                                                          |

|  | Pachyrhinosaurus lakustai  |
|  |                            |
|  | Pachyrhinosaurus perotorum |
|  |                            |

|  | Pachyrhinosaurus canadensis                                                              |
|  |                                                                                          |
|  | \| \| Pachyrhinosaurus lakustai \| \| \| \| \| \| Pachyrhinosaurus perotorum \| \| \| \| |
|  |                                                                                          |
|  | Pachyrhinosaurus lakustai                                                                |
|  |                                                                                          |
|  | Pachyrhinosaurus perotorum                                                               |
|  |                                                                                          |

|  | Pachyrhinosaurus lakustai  |
|  |                            |
|  | Pachyrhinosaurus perotorum |
|  |                            |

|  | Pachyrhinosaurus canadensis                                                              |
|  |                                                                                          |
|  | \| \| Pachyrhinosaurus lakustai \| \| \| \| \| \| Pachyrhinosaurus perotorum \| \| \| \| |
|  |                                                                                          |
|  | Pachyrhinosaurus lakustai                                                                |
|  |                                                                                          |
|  | Pachyrhinosaurus perotorum                                                               |
|  |                                                                                          |

|  | Pachyrhinosaurus lakustai  |
|  |                            |
|  | Pachyrhinosaurus perotorum |
|  |                            |

|  | Pachyrhinosaurus canadensis                                                              |
|  |                                                                                          |
|  | \| \| Pachyrhinosaurus lakustai \| \| \| \| \| \| Pachyrhinosaurus perotorum \| \| \| \| |
|  |                                                                                          |
|  | Pachyrhinosaurus lakustai                                                                |
|  |                                                                                          |
|  | Pachyrhinosaurus perotorum                                                               |
|  |                                                                                          |

|  | Pachyrhinosaurus lakustai  |
|  |                            |
|  | Pachyrhinosaurus perotorum |
|  |                            |

|  | Rubeosaurus ovatus        |
|  |                           |
|  | Styracosaurus albertensis |
|  |                           |

|  | \| \| Spinops sternbergorum \| \| \| \| \| \| Centrosaurus apertus \| \| \| \| |
|  |                                                                                |
|  | Coronosaurus brinkmani                                                         |
|  |                                                                                |
|  | Spinops sternbergorum                                                          |
|  |                                                                                |
|  | Centrosaurus apertus                                                           |
|  |                                                                                |

|  | Spinops sternbergorum |
|  |                       |
|  | Centrosaurus apertus  |
|  |                       |

|  | Rubeosaurus ovatus        |
|  |                           |
|  | Styracosaurus albertensis |
|  |                           |

|  | \| \| Spinops sternbergorum \| \| \| \| \| \| Centrosaurus apertus \| \| \| \| |
|  |                                                                                |
|  | Coronosaurus brinkmani                                                         |
|  |                                                                                |
|  | Spinops sternbergorum                                                          |
|  |                                                                                |
|  | Centrosaurus apertus                                                           |
|  |                                                                                |

|  | Spinops sternbergorum |
|  |                       |
|  | Centrosaurus apertus  |
|  |                       |

|  | Pachyrhinosaurus canadensis                                                              |
|  |                                                                                          |
|  | \| \| Pachyrhinosaurus lakustai \| \| \| \| \| \| Pachyrhinosaurus perotorum \| \| \| \| |
|  |                                                                                          |
|  | Pachyrhinosaurus lakustai                                                                |
|  |                                                                                          |
|  | Pachyrhinosaurus perotorum                                                               |
|  |                                                                                          |

|  | Pachyrhinosaurus lakustai  |
|  |                            |
|  | Pachyrhinosaurus perotorum |
|  |                            |

|  | Pachyrhinosaurus canadensis                                                              |
|  |                                                                                          |
|  | \| \| Pachyrhinosaurus lakustai \| \| \| \| \| \| Pachyrhinosaurus perotorum \| \| \| \| |
|  |                                                                                          |
|  | Pachyrhinosaurus lakustai                                                                |
|  |                                                                                          |
|  | Pachyrhinosaurus perotorum                                                               |
|  |                                                                                          |

|  | Pachyrhinosaurus lakustai  |
|  |                            |
|  | Pachyrhinosaurus perotorum |
|  |                            |

|  | Pachyrhinosaurus canadensis                                                              |
|  |                                                                                          |
|  | \| \| Pachyrhinosaurus lakustai \| \| \| \| \| \| Pachyrhinosaurus perotorum \| \| \| \| |
|  |                                                                                          |
|  | Pachyrhinosaurus lakustai                                                                |
|  |                                                                                          |
|  | Pachyrhinosaurus perotorum                                                               |
|  |                                                                                          |

|  | Pachyrhinosaurus lakustai  |
|  |                            |
|  | Pachyrhinosaurus perotorum |
|  |                            |

|  | Pachyrhinosaurus canadensis                                                              |
|  |                                                                                          |
|  | \| \| Pachyrhinosaurus lakustai \| \| \| \| \| \| Pachyrhinosaurus perotorum \| \| \| \| |
|  |                                                                                          |
|  | Pachyrhinosaurus lakustai                                                                |
|  |                                                                                          |
|  | Pachyrhinosaurus perotorum                                                               |
|  |                                                                                          |

|  | Pachyrhinosaurus lakustai  |
|  |                            |
|  | Pachyrhinosaurus perotorum |
|  |                            |

|  | Sinoceratops zhuchengensis |
|  |                            |
|  | Wendiceratops pinhornensis |
|  |                            |

|  | Rubeosaurus ovatus        |
|  |                           |
|  | Styracosaurus albertensis |
|  |                           |

|  | \| \| Spinops sternbergorum \| \| \| \| \| \| Centrosaurus apertus \| \| \| \| |
|  |                                                                                |
|  | Coronosaurus brinkmani                                                         |
|  |                                                                                |
|  | Spinops sternbergorum                                                          |
|  |                                                                                |
|  | Centrosaurus apertus                                                           |
|  |                                                                                |

|  | Spinops sternbergorum |
|  |                       |
|  | Centrosaurus apertus  |
|  |                       |

|  | Rubeosaurus ovatus        |
|  |                           |
|  | Styracosaurus albertensis |
|  |                           |

|  | \| \| Spinops sternbergorum \| \| \| \| \| \| Centrosaurus apertus \| \| \| \| |
|  |                                                                                |
|  | Coronosaurus brinkmani                                                         |
|  |                                                                                |
|  | Spinops sternbergorum                                                          |
|  |                                                                                |
|  | Centrosaurus apertus                                                           |
|  |                                                                                |

|  | Spinops sternbergorum |
|  |                       |
|  | Centrosaurus apertus  |
|  |                       |

|  | Pachyrhinosaurus canadensis                                                              |
|  |                                                                                          |
|  | \| \| Pachyrhinosaurus lakustai \| \| \| \| \| \| Pachyrhinosaurus perotorum \| \| \| \| |
|  |                                                                                          |
|  | Pachyrhinosaurus lakustai                                                                |
|  |                                                                                          |
|  | Pachyrhinosaurus perotorum                                                               |
|  |                                                                                          |

|  | Pachyrhinosaurus lakustai  |
|  |                            |
|  | Pachyrhinosaurus perotorum |
|  |                            |

|  | Pachyrhinosaurus canadensis                                                              |
|  |                                                                                          |
|  | \| \| Pachyrhinosaurus lakustai \| \| \| \| \| \| Pachyrhinosaurus perotorum \| \| \| \| |
|  |                                                                                          |
|  | Pachyrhinosaurus lakustai                                                                |
|  |                                                                                          |
|  | Pachyrhinosaurus perotorum                                                               |
|  |                                                                                          |

|  | Pachyrhinosaurus lakustai  |
|  |                            |
|  | Pachyrhinosaurus perotorum |
|  |                            |

|  | Pachyrhinosaurus canadensis                                                              |
|  |                                                                                          |
|  | \| \| Pachyrhinosaurus lakustai \| \| \| \| \| \| Pachyrhinosaurus perotorum \| \| \| \| |
|  |                                                                                          |
|  | Pachyrhinosaurus lakustai                                                                |
|  |                                                                                          |
|  | Pachyrhinosaurus perotorum                                                               |
|  |                                                                                          |

|  | Pachyrhinosaurus lakustai  |
|  |                            |
|  | Pachyrhinosaurus perotorum |
|  |                            |

|  | Pachyrhinosaurus canadensis                                                              |
|  |                                                                                          |
|  | \| \| Pachyrhinosaurus lakustai \| \| \| \| \| \| Pachyrhinosaurus perotorum \| \| \| \| |
|  |                                                                                          |
|  | Pachyrhinosaurus lakustai                                                                |
|  |                                                                                          |
|  | Pachyrhinosaurus perotorum                                                               |
|  |                                                                                          |

|  | Pachyrhinosaurus lakustai  |
|  |                            |
|  | Pachyrhinosaurus perotorum |
|  |                            |

|  | Rubeosaurus ovatus        |
|  |                           |
|  | Styracosaurus albertensis |
|  |                           |

|  | \| \| Spinops sternbergorum \| \| \| \| \| \| Centrosaurus apertus \| \| \| \| |
|  |                                                                                |
|  | Coronosaurus brinkmani                                                         |
|  |                                                                                |
|  | Spinops sternbergorum                                                          |
|  |                                                                                |
|  | Centrosaurus apertus                                                           |
|  |                                                                                |

|  | Spinops sternbergorum |
|  |                       |
|  | Centrosaurus apertus  |
|  |                       |

|  | Rubeosaurus ovatus        |
|  |                           |
|  | Styracosaurus albertensis |
|  |                           |

|  | \| \| Spinops sternbergorum \| \| \| \| \| \| Centrosaurus apertus \| \| \| \| |
|  |                                                                                |
|  | Coronosaurus brinkmani                                                         |
|  |                                                                                |
|  | Spinops sternbergorum                                                          |
|  |                                                                                |
|  | Centrosaurus apertus                                                           |
|  |                                                                                |

|  | Spinops sternbergorum |
|  |                       |
|  | Centrosaurus apertus  |
|  |                       |

|  | Pachyrhinosaurus canadensis                                                              |
|  |                                                                                          |
|  | \| \| Pachyrhinosaurus lakustai \| \| \| \| \| \| Pachyrhinosaurus perotorum \| \| \| \| |
|  |                                                                                          |
|  | Pachyrhinosaurus lakustai                                                                |
|  |                                                                                          |
|  | Pachyrhinosaurus perotorum                                                               |
|  |                                                                                          |

|  | Pachyrhinosaurus lakustai  |
|  |                            |
|  | Pachyrhinosaurus perotorum |
|  |                            |

|  | Pachyrhinosaurus canadensis                                                              |
|  |                                                                                          |
|  | \| \| Pachyrhinosaurus lakustai \| \| \| \| \| \| Pachyrhinosaurus perotorum \| \| \| \| |
|  |                                                                                          |
|  | Pachyrhinosaurus lakustai                                                                |
|  |                                                                                          |
|  | Pachyrhinosaurus perotorum                                                               |
|  |                                                                                          |

|  | Pachyrhinosaurus lakustai  |
|  |                            |
|  | Pachyrhinosaurus perotorum |
|  |                            |

|  | Pachyrhinosaurus canadensis                                                              |
|  |                                                                                          |
|  | \| \| Pachyrhinosaurus lakustai \| \| \| \| \| \| Pachyrhinosaurus perotorum \| \| \| \| |
|  |                                                                                          |
|  | Pachyrhinosaurus lakustai                                                                |
|  |                                                                                          |
|  | Pachyrhinosaurus perotorum                                                               |
|  |                                                                                          |

|  | Pachyrhinosaurus lakustai  |
|  |                            |
|  | Pachyrhinosaurus perotorum |
|  |                            |

|  | Pachyrhinosaurus canadensis                                                              |
|  |                                                                                          |
|  | \| \| Pachyrhinosaurus lakustai \| \| \| \| \| \| Pachyrhinosaurus perotorum \| \| \| \| |
|  |                                                                                          |
|  | Pachyrhinosaurus lakustai                                                                |
|  |                                                                                          |
|  | Pachyrhinosaurus perotorum                                                               |
|  |                                                                                          |

|  | Pachyrhinosaurus lakustai  |
|  |                            |
|  | Pachyrhinosaurus perotorum |
|  |                            |

|  | Sinoceratops zhuchengensis |
|  |                            |
|  | Wendiceratops pinhornensis |
|  |                            |

|  | Rubeosaurus ovatus        |
|  |                           |
|  | Styracosaurus albertensis |
|  |                           |

|  | \| \| Spinops sternbergorum \| \| \| \| \| \| Centrosaurus apertus \| \| \| \| |
|  |                                                                                |
|  | Coronosaurus brinkmani                                                         |
|  |                                                                                |
|  | Spinops sternbergorum                                                          |
|  |                                                                                |
|  | Centrosaurus apertus                                                           |
|  |                                                                                |

|  | Spinops sternbergorum |
|  |                       |
|  | Centrosaurus apertus  |
|  |                       |

|  | Rubeosaurus ovatus        |
|  |                           |
|  | Styracosaurus albertensis |
|  |                           |

|  | \| \| Spinops sternbergorum \| \| \| \| \| \| Centrosaurus apertus \| \| \| \| |
|  |                                                                                |
|  | Coronosaurus brinkmani                                                         |
|  |                                                                                |
|  | Spinops sternbergorum                                                          |
|  |                                                                                |
|  | Centrosaurus apertus                                                           |
|  |                                                                                |

|  | Spinops sternbergorum |
|  |                       |
|  | Centrosaurus apertus  |
|  |                       |

|  | Pachyrhinosaurus canadensis                                                              |
|  |                                                                                          |
|  | \| \| Pachyrhinosaurus lakustai \| \| \| \| \| \| Pachyrhinosaurus perotorum \| \| \| \| |
|  |                                                                                          |
|  | Pachyrhinosaurus lakustai                                                                |
|  |                                                                                          |
|  | Pachyrhinosaurus perotorum                                                               |
|  |                                                                                          |

|  | Pachyrhinosaurus lakustai  |
|  |                            |
|  | Pachyrhinosaurus perotorum |
|  |                            |

|  | Pachyrhinosaurus canadensis                                                              |
|  |                                                                                          |
|  | \| \| Pachyrhinosaurus lakustai \| \| \| \| \| \| Pachyrhinosaurus perotorum \| \| \| \| |
|  |                                                                                          |
|  | Pachyrhinosaurus lakustai                                                                |
|  |                                                                                          |
|  | Pachyrhinosaurus perotorum                                                               |
|  |                                                                                          |

|  | Pachyrhinosaurus lakustai  |
|  |                            |
|  | Pachyrhinosaurus perotorum |
|  |                            |

|  | Pachyrhinosaurus canadensis                                                              |
|  |                                                                                          |
|  | \| \| Pachyrhinosaurus lakustai \| \| \| \| \| \| Pachyrhinosaurus perotorum \| \| \| \| |
|  |                                                                                          |
|  | Pachyrhinosaurus lakustai                                                                |
|  |                                                                                          |
|  | Pachyrhinosaurus perotorum                                                               |
|  |                                                                                          |

|  | Pachyrhinosaurus lakustai  |
|  |                            |
|  | Pachyrhinosaurus perotorum |
|  |                            |

|  | Pachyrhinosaurus canadensis                                                              |
|  |                                                                                          |
|  | \| \| Pachyrhinosaurus lakustai \| \| \| \| \| \| Pachyrhinosaurus perotorum \| \| \| \| |
|  |                                                                                          |
|  | Pachyrhinosaurus lakustai                                                                |
|  |                                                                                          |
|  | Pachyrhinosaurus perotorum                                                               |
|  |                                                                                          |

|  | Pachyrhinosaurus lakustai  |
|  |                            |
|  | Pachyrhinosaurus perotorum |
|  |                            |

|  | Rubeosaurus ovatus        |
|  |                           |
|  | Styracosaurus albertensis |
|  |                           |

|  | \| \| Spinops sternbergorum \| \| \| \| \| \| Centrosaurus apertus \| \| \| \| |
|  |                                                                                |
|  | Coronosaurus brinkmani                                                         |
|  |                                                                                |
|  | Spinops sternbergorum                                                          |
|  |                                                                                |
|  | Centrosaurus apertus                                                           |
|  |                                                                                |

|  | Spinops sternbergorum |
|  |                       |
|  | Centrosaurus apertus  |
|  |                       |

|  | Rubeosaurus ovatus        |
|  |                           |
|  | Styracosaurus albertensis |
|  |                           |

|  | \| \| Spinops sternbergorum \| \| \| \| \| \| Centrosaurus apertus \| \| \| \| |
|  |                                                                                |
|  | Coronosaurus brinkmani                                                         |
|  |                                                                                |
|  | Spinops sternbergorum                                                          |
|  |                                                                                |
|  | Centrosaurus apertus                                                           |
|  |                                                                                |

|  | Spinops sternbergorum |
|  |                       |
|  | Centrosaurus apertus  |
|  |                       |

|  | Pachyrhinosaurus canadensis                                                              |
|  |                                                                                          |
|  | \| \| Pachyrhinosaurus lakustai \| \| \| \| \| \| Pachyrhinosaurus perotorum \| \| \| \| |
|  |                                                                                          |
|  | Pachyrhinosaurus lakustai                                                                |
|  |                                                                                          |
|  | Pachyrhinosaurus perotorum                                                               |
|  |                                                                                          |

|  | Pachyrhinosaurus lakustai  |
|  |                            |
|  | Pachyrhinosaurus perotorum |
|  |                            |

|  | Pachyrhinosaurus canadensis                                                              |
|  |                                                                                          |
|  | \| \| Pachyrhinosaurus lakustai \| \| \| \| \| \| Pachyrhinosaurus perotorum \| \| \| \| |
|  |                                                                                          |
|  | Pachyrhinosaurus lakustai                                                                |
|  |                                                                                          |
|  | Pachyrhinosaurus perotorum                                                               |
|  |                                                                                          |

|  | Pachyrhinosaurus lakustai  |
|  |                            |
|  | Pachyrhinosaurus perotorum |
|  |                            |

|  | Pachyrhinosaurus canadensis                                                              |
|  |                                                                                          |
|  | \| \| Pachyrhinosaurus lakustai \| \| \| \| \| \| Pachyrhinosaurus perotorum \| \| \| \| |
|  |                                                                                          |
|  | Pachyrhinosaurus lakustai                                                                |
|  |                                                                                          |
|  | Pachyrhinosaurus perotorum                                                               |
|  |                                                                                          |

|  | Pachyrhinosaurus lakustai  |
|  |                            |
|  | Pachyrhinosaurus perotorum |
|  |                            |

|  | Pachyrhinosaurus canadensis                                                              |
|  |                                                                                          |
|  | \| \| Pachyrhinosaurus lakustai \| \| \| \| \| \| Pachyrhinosaurus perotorum \| \| \| \| |
|  |                                                                                          |
|  | Pachyrhinosaurus lakustai                                                                |
|  |                                                                                          |
|  | Pachyrhinosaurus perotorum                                                               |
|  |                                                                                          |

|  | Pachyrhinosaurus lakustai  |
|  |                            |
|  | Pachyrhinosaurus perotorum |
|  |                            |

|  | Avaceratops lammersi (ANSP 15800) |
|  |                                   |
|  | MOR 692                           |
|  |                                   |
|  | CMN 8804                          |
|  |                                   |
|  | Nasutoceratops titusi             |
|  |                                   |
|  | Nuovo taxon di Malta              |
|  |                                   |

|  | Sinoceratops zhuchengensis |
|  |                            |
|  | Wendiceratops pinhornensis |
|  |                            |

|  | Rubeosaurus ovatus        |
|  |                           |
|  | Styracosaurus albertensis |
|  |                           |

|  | \| \| Spinops sternbergorum \| \| \| \| \| \| Centrosaurus apertus \| \| \| \| |
|  |                                                                                |
|  | Coronosaurus brinkmani                                                         |
|  |                                                                                |
|  | Spinops sternbergorum                                                          |
|  |                                                                                |
|  | Centrosaurus apertus                                                           |
|  |                                                                                |

|  | Spinops sternbergorum |
|  |                       |
|  | Centrosaurus apertus  |
|  |                       |

|  | Rubeosaurus ovatus        |
|  |                           |
|  | Styracosaurus albertensis |
|  |                           |

|  | \| \| Spinops sternbergorum \| \| \| \| \| \| Centrosaurus apertus \| \| \| \| |
|  |                                                                                |
|  | Coronosaurus brinkmani                                                         |
|  |                                                                                |
|  | Spinops sternbergorum                                                          |
|  |                                                                                |
|  | Centrosaurus apertus                                                           |
|  |                                                                                |

|  | Spinops sternbergorum |
|  |                       |
|  | Centrosaurus apertus  |
|  |                       |

|  | Pachyrhinosaurus canadensis                                                              |
|  |                                                                                          |
|  | \| \| Pachyrhinosaurus lakustai \| \| \| \| \| \| Pachyrhinosaurus perotorum \| \| \| \| |
|  |                                                                                          |
|  | Pachyrhinosaurus lakustai                                                                |
|  |                                                                                          |
|  | Pachyrhinosaurus perotorum                                                               |
|  |                                                                                          |

|  | Pachyrhinosaurus lakustai  |
|  |                            |
|  | Pachyrhinosaurus perotorum |
|  |                            |

|  | Pachyrhinosaurus canadensis                                                              |
|  |                                                                                          |
|  | \| \| Pachyrhinosaurus lakustai \| \| \| \| \| \| Pachyrhinosaurus perotorum \| \| \| \| |
|  |                                                                                          |
|  | Pachyrhinosaurus lakustai                                                                |
|  |                                                                                          |
|  | Pachyrhinosaurus perotorum                                                               |
|  |                                                                                          |

|  | Pachyrhinosaurus lakustai  |
|  |                            |
|  | Pachyrhinosaurus perotorum |
|  |                            |

|  | Pachyrhinosaurus canadensis                                                              |
|  |                                                                                          |
|  | \| \| Pachyrhinosaurus lakustai \| \| \| \| \| \| Pachyrhinosaurus perotorum \| \| \| \| |
|  |                                                                                          |
|  | Pachyrhinosaurus lakustai                                                                |
|  |                                                                                          |
|  | Pachyrhinosaurus perotorum                                                               |
|  |                                                                                          |

|  | Pachyrhinosaurus lakustai  |
|  |                            |
|  | Pachyrhinosaurus perotorum |
|  |                            |

|  | Pachyrhinosaurus canadensis                                                              |
|  |                                                                                          |
|  | \| \| Pachyrhinosaurus lakustai \| \| \| \| \| \| Pachyrhinosaurus perotorum \| \| \| \| |
|  |                                                                                          |
|  | Pachyrhinosaurus lakustai                                                                |
|  |                                                                                          |
|  | Pachyrhinosaurus perotorum                                                               |
|  |                                                                                          |

|  | Pachyrhinosaurus lakustai  |
|  |                            |
|  | Pachyrhinosaurus perotorum |
|  |                            |

|  | Rubeosaurus ovatus        |
|  |                           |
|  | Styracosaurus albertensis |
|  |                           |

|  | \| \| Spinops sternbergorum \| \| \| \| \| \| Centrosaurus apertus \| \| \| \| |
|  |                                                                                |
|  | Coronosaurus brinkmani                                                         |
|  |                                                                                |
|  | Spinops sternbergorum                                                          |
|  |                                                                                |
|  | Centrosaurus apertus                                                           |
|  |                                                                                |

|  | Spinops sternbergorum |
|  |                       |
|  | Centrosaurus apertus  |
|  |                       |

|  | Rubeosaurus ovatus        |
|  |                           |
|  | Styracosaurus albertensis |
|  |                           |

|  | \| \| Spinops sternbergorum \| \| \| \| \| \| Centrosaurus apertus \| \| \| \| |
|  |                                                                                |
|  | Coronosaurus brinkmani                                                         |
|  |                                                                                |
|  | Spinops sternbergorum                                                          |
|  |                                                                                |
|  | Centrosaurus apertus                                                           |
|  |                                                                                |

|  | Spinops sternbergorum |
|  |                       |
|  | Centrosaurus apertus  |
|  |                       |

|  | Pachyrhinosaurus canadensis                                                              |
|  |                                                                                          |
|  | \| \| Pachyrhinosaurus lakustai \| \| \| \| \| \| Pachyrhinosaurus perotorum \| \| \| \| |
|  |                                                                                          |
|  | Pachyrhinosaurus lakustai                                                                |
|  |                                                                                          |
|  | Pachyrhinosaurus perotorum                                                               |
|  |                                                                                          |

|  | Pachyrhinosaurus lakustai  |
|  |                            |
|  | Pachyrhinosaurus perotorum |
|  |                            |

|  | Pachyrhinosaurus canadensis                                                              |
|  |                                                                                          |
|  | \| \| Pachyrhinosaurus lakustai \| \| \| \| \| \| Pachyrhinosaurus perotorum \| \| \| \| |
|  |                                                                                          |
|  | Pachyrhinosaurus lakustai                                                                |
|  |                                                                                          |
|  | Pachyrhinosaurus perotorum                                                               |
|  |                                                                                          |

|  | Pachyrhinosaurus lakustai  |
|  |                            |
|  | Pachyrhinosaurus perotorum |
|  |                            |

|  | Pachyrhinosaurus canadensis                                                              |
|  |                                                                                          |
|  | \| \| Pachyrhinosaurus lakustai \| \| \| \| \| \| Pachyrhinosaurus perotorum \| \| \| \| |
|  |                                                                                          |
|  | Pachyrhinosaurus lakustai                                                                |
|  |                                                                                          |
|  | Pachyrhinosaurus perotorum                                                               |
|  |                                                                                          |

|  | Pachyrhinosaurus lakustai  |
|  |                            |
|  | Pachyrhinosaurus perotorum |
|  |                            |

|  | Pachyrhinosaurus canadensis                                                              |
|  |                                                                                          |
|  | \| \| Pachyrhinosaurus lakustai \| \| \| \| \| \| Pachyrhinosaurus perotorum \| \| \| \| |
|  |                                                                                          |
|  | Pachyrhinosaurus lakustai                                                                |
|  |                                                                                          |
|  | Pachyrhinosaurus perotorum                                                               |
|  |                                                                                          |

|  | Pachyrhinosaurus lakustai  |
|  |                            |
|  | Pachyrhinosaurus perotorum |
|  |                            |

|  | Sinoceratops zhuchengensis |
|  |                            |
|  | Wendiceratops pinhornensis |
|  |                            |

|  | Rubeosaurus ovatus        |
|  |                           |
|  | Styracosaurus albertensis |
|  |                           |

|  | \| \| Spinops sternbergorum \| \| \| \| \| \| Centrosaurus apertus \| \| \| \| |
|  |                                                                                |
|  | Coronosaurus brinkmani                                                         |
|  |                                                                                |
|  | Spinops sternbergorum                                                          |
|  |                                                                                |
|  | Centrosaurus apertus                                                           |
|  |                                                                                |

|  | Spinops sternbergorum |
|  |                       |
|  | Centrosaurus apertus  |
|  |                       |

|  | Rubeosaurus ovatus        |
|  |                           |
|  | Styracosaurus albertensis |
|  |                           |

|  | \| \| Spinops sternbergorum \| \| \| \| \| \| Centrosaurus apertus \| \| \| \| |
|  |                                                                                |
|  | Coronosaurus brinkmani                                                         |
|  |                                                                                |
|  | Spinops sternbergorum                                                          |
|  |                                                                                |
|  | Centrosaurus apertus                                                           |
|  |                                                                                |

|  | Spinops sternbergorum |
|  |                       |
|  | Centrosaurus apertus  |
|  |                       |

|  | Pachyrhinosaurus canadensis                                                              |
|  |                                                                                          |
|  | \| \| Pachyrhinosaurus lakustai \| \| \| \| \| \| Pachyrhinosaurus perotorum \| \| \| \| |
|  |                                                                                          |
|  | Pachyrhinosaurus lakustai                                                                |
|  |                                                                                          |
|  | Pachyrhinosaurus perotorum                                                               |
|  |                                                                                          |

|  | Pachyrhinosaurus lakustai  |
|  |                            |
|  | Pachyrhinosaurus perotorum |
|  |                            |

|  | Pachyrhinosaurus canadensis                                                              |
|  |                                                                                          |
|  | \| \| Pachyrhinosaurus lakustai \| \| \| \| \| \| Pachyrhinosaurus perotorum \| \| \| \| |
|  |                                                                                          |
|  | Pachyrhinosaurus lakustai                                                                |
|  |                                                                                          |
|  | Pachyrhinosaurus perotorum                                                               |
|  |                                                                                          |

|  | Pachyrhinosaurus lakustai  |
|  |                            |
|  | Pachyrhinosaurus perotorum |
|  |                            |

|  | Pachyrhinosaurus canadensis                                                              |
|  |                                                                                          |
|  | \| \| Pachyrhinosaurus lakustai \| \| \| \| \| \| Pachyrhinosaurus perotorum \| \| \| \| |
|  |                                                                                          |
|  | Pachyrhinosaurus lakustai                                                                |
|  |                                                                                          |
|  | Pachyrhinosaurus perotorum                                                               |
|  |                                                                                          |

|  | Pachyrhinosaurus lakustai  |
|  |                            |
|  | Pachyrhinosaurus perotorum |
|  |                            |

|  | Pachyrhinosaurus canadensis                                                              |
|  |                                                                                          |
|  | \| \| Pachyrhinosaurus lakustai \| \| \| \| \| \| Pachyrhinosaurus perotorum \| \| \| \| |
|  |                                                                                          |
|  | Pachyrhinosaurus lakustai                                                                |
|  |                                                                                          |
|  | Pachyrhinosaurus perotorum                                                               |
|  |                                                                                          |

|  | Pachyrhinosaurus lakustai  |
|  |                            |
|  | Pachyrhinosaurus perotorum |
|  |                            |

|  | Rubeosaurus ovatus        |
|  |                           |
|  | Styracosaurus albertensis |
|  |                           |

|  | \| \| Spinops sternbergorum \| \| \| \| \| \| Centrosaurus apertus \| \| \| \| |
|  |                                                                                |
|  | Coronosaurus brinkmani                                                         |
|  |                                                                                |
|  | Spinops sternbergorum                                                          |
|  |                                                                                |
|  | Centrosaurus apertus                                                           |
|  |                                                                                |

|  | Spinops sternbergorum |
|  |                       |
|  | Centrosaurus apertus  |
|  |                       |

|  | Rubeosaurus ovatus        |
|  |                           |
|  | Styracosaurus albertensis |
|  |                           |

|  | \| \| Spinops sternbergorum \| \| \| \| \| \| Centrosaurus apertus \| \| \| \| |
|  |                                                                                |
|  | Coronosaurus brinkmani                                                         |
|  |                                                                                |
|  | Spinops sternbergorum                                                          |
|  |                                                                                |
|  | Centrosaurus apertus                                                           |
|  |                                                                                |

|  | Spinops sternbergorum |
|  |                       |
|  | Centrosaurus apertus  |
|  |                       |

|  | Pachyrhinosaurus canadensis                                                              |
|  |                                                                                          |
|  | \| \| Pachyrhinosaurus lakustai \| \| \| \| \| \| Pachyrhinosaurus perotorum \| \| \| \| |
|  |                                                                                          |
|  | Pachyrhinosaurus lakustai                                                                |
|  |                                                                                          |
|  | Pachyrhinosaurus perotorum                                                               |
|  |                                                                                          |

|  | Pachyrhinosaurus lakustai  |
|  |                            |
|  | Pachyrhinosaurus perotorum |
|  |                            |

|  | Pachyrhinosaurus canadensis                                                              |
|  |                                                                                          |
|  | \| \| Pachyrhinosaurus lakustai \| \| \| \| \| \| Pachyrhinosaurus perotorum \| \| \| \| |
|  |                                                                                          |
|  | Pachyrhinosaurus lakustai                                                                |
|  |                                                                                          |
|  | Pachyrhinosaurus perotorum                                                               |
|  |                                                                                          |

|  | Pachyrhinosaurus lakustai  |
|  |                            |
|  | Pachyrhinosaurus perotorum |
|  |                            |

|  | Pachyrhinosaurus canadensis                                                              |
|  |                                                                                          |
|  | \| \| Pachyrhinosaurus lakustai \| \| \| \| \| \| Pachyrhinosaurus perotorum \| \| \| \| |
|  |                                                                                          |
|  | Pachyrhinosaurus lakustai                                                                |
|  |                                                                                          |
|  | Pachyrhinosaurus perotorum                                                               |
|  |                                                                                          |

|  | Pachyrhinosaurus lakustai  |
|  |                            |
|  | Pachyrhinosaurus perotorum |
|  |                            |

|  | Pachyrhinosaurus canadensis                                                              |
|  |                                                                                          |
|  | \| \| Pachyrhinosaurus lakustai \| \| \| \| \| \| Pachyrhinosaurus perotorum \| \| \| \| |
|  |                                                                                          |
|  | Pachyrhinosaurus lakustai                                                                |
|  |                                                                                          |
|  | Pachyrhinosaurus perotorum                                                               |
|  |                                                                                          |

|  | Pachyrhinosaurus lakustai  |
|  |                            |
|  | Pachyrhinosaurus perotorum |
|  |                            |

|  | Sinoceratops zhuchengensis |
|  |                            |
|  | Wendiceratops pinhornensis |
|  |                            |

|  | Rubeosaurus ovatus        |
|  |                           |
|  | Styracosaurus albertensis |
|  |                           |

|  | \| \| Spinops sternbergorum \| \| \| \| \| \| Centrosaurus apertus \| \| \| \| |
|  |                                                                                |
|  | Coronosaurus brinkmani                                                         |
|  |                                                                                |
|  | Spinops sternbergorum                                                          |
|  |                                                                                |
|  | Centrosaurus apertus                                                           |
|  |                                                                                |

|  | Spinops sternbergorum |
|  |                       |
|  | Centrosaurus apertus  |
|  |                       |

|  | Rubeosaurus ovatus        |
|  |                           |
|  | Styracosaurus albertensis |
|  |                           |

|  | \| \| Spinops sternbergorum \| \| \| \| \| \| Centrosaurus apertus \| \| \| \| |
|  |                                                                                |
|  | Coronosaurus brinkmani                                                         |
|  |                                                                                |
|  | Spinops sternbergorum                                                          |
|  |                                                                                |
|  | Centrosaurus apertus                                                           |
|  |                                                                                |

|  | Spinops sternbergorum |
|  |                       |
|  | Centrosaurus apertus  |
|  |                       |

|  | Pachyrhinosaurus canadensis                                                              |
|  |                                                                                          |
|  | \| \| Pachyrhinosaurus lakustai \| \| \| \| \| \| Pachyrhinosaurus perotorum \| \| \| \| |
|  |                                                                                          |
|  | Pachyrhinosaurus lakustai                                                                |
|  |                                                                                          |
|  | Pachyrhinosaurus perotorum                                                               |
|  |                                                                                          |

|  | Pachyrhinosaurus lakustai  |
|  |                            |
|  | Pachyrhinosaurus perotorum |
|  |                            |

|  | Pachyrhinosaurus canadensis                                                              |
|  |                                                                                          |
|  | \| \| Pachyrhinosaurus lakustai \| \| \| \| \| \| Pachyrhinosaurus perotorum \| \| \| \| |
|  |                                                                                          |
|  | Pachyrhinosaurus lakustai                                                                |
|  |                                                                                          |
|  | Pachyrhinosaurus perotorum                                                               |
|  |                                                                                          |

|  | Pachyrhinosaurus lakustai  |
|  |                            |
|  | Pachyrhinosaurus perotorum |
|  |                            |

|  | Pachyrhinosaurus canadensis                                                              |
|  |                                                                                          |
|  | \| \| Pachyrhinosaurus lakustai \| \| \| \| \| \| Pachyrhinosaurus perotorum \| \| \| \| |
|  |                                                                                          |
|  | Pachyrhinosaurus lakustai                                                                |
|  |                                                                                          |
|  | Pachyrhinosaurus perotorum                                                               |
|  |                                                                                          |

|  | Pachyrhinosaurus lakustai  |
|  |                            |
|  | Pachyrhinosaurus perotorum |
|  |                            |

|  | Pachyrhinosaurus canadensis                                                              |
|  |                                                                                          |
|  | \| \| Pachyrhinosaurus lakustai \| \| \| \| \| \| Pachyrhinosaurus perotorum \| \| \| \| |
|  |                                                                                          |
|  | Pachyrhinosaurus lakustai                                                                |
|  |                                                                                          |
|  | Pachyrhinosaurus perotorum                                                               |
|  |                                                                                          |

|  | Pachyrhinosaurus lakustai  |
|  |                            |
|  | Pachyrhinosaurus perotorum |
|  |                            |

|  | Rubeosaurus ovatus        |
|  |                           |
|  | Styracosaurus albertensis |
|  |                           |

|  | \| \| Spinops sternbergorum \| \| \| \| \| \| Centrosaurus apertus \| \| \| \| |
|  |                                                                                |
|  | Coronosaurus brinkmani                                                         |
|  |                                                                                |
|  | Spinops sternbergorum                                                          |
|  |                                                                                |
|  | Centrosaurus apertus                                                           |
|  |                                                                                |

|  | Spinops sternbergorum |
|  |                       |
|  | Centrosaurus apertus  |
|  |                       |

|  | Rubeosaurus ovatus        |
|  |                           |
|  | Styracosaurus albertensis |
|  |                           |

|  | \| \| Spinops sternbergorum \| \| \| \| \| \| Centrosaurus apertus \| \| \| \| |
|  |                                                                                |
|  | Coronosaurus brinkmani                                                         |
|  |                                                                                |
|  | Spinops sternbergorum                                                          |
|  |                                                                                |
|  | Centrosaurus apertus                                                           |
|  |                                                                                |

|  | Spinops sternbergorum |
|  |                       |
|  | Centrosaurus apertus  |
|  |                       |

|  | Pachyrhinosaurus canadensis                                                              |
|  |                                                                                          |
|  | \| \| Pachyrhinosaurus lakustai \| \| \| \| \| \| Pachyrhinosaurus perotorum \| \| \| \| |
|  |                                                                                          |
|  | Pachyrhinosaurus lakustai                                                                |
|  |                                                                                          |
|  | Pachyrhinosaurus perotorum                                                               |
|  |                                                                                          |

|  | Pachyrhinosaurus lakustai  |
|  |                            |
|  | Pachyrhinosaurus perotorum |
|  |                            |

|  | Pachyrhinosaurus canadensis                                                              |
|  |                                                                                          |
|  | \| \| Pachyrhinosaurus lakustai \| \| \| \| \| \| Pachyrhinosaurus perotorum \| \| \| \| |
|  |                                                                                          |
|  | Pachyrhinosaurus lakustai                                                                |
|  |                                                                                          |
|  | Pachyrhinosaurus perotorum                                                               |
|  |                                                                                          |

|  | Pachyrhinosaurus lakustai  |
|  |                            |
|  | Pachyrhinosaurus perotorum |
|  |                            |

|  | Pachyrhinosaurus canadensis                                                              |
|  |                                                                                          |
|  | \| \| Pachyrhinosaurus lakustai \| \| \| \| \| \| Pachyrhinosaurus perotorum \| \| \| \| |
|  |                                                                                          |
|  | Pachyrhinosaurus lakustai                                                                |
|  |                                                                                          |
|  | Pachyrhinosaurus perotorum                                                               |
|  |                                                                                          |

|  | Pachyrhinosaurus lakustai  |
|  |                            |
|  | Pachyrhinosaurus perotorum |
|  |                            |

|  | Pachyrhinosaurus canadensis                                                              |
|  |                                                                                          |
|  | \| \| Pachyrhinosaurus lakustai \| \| \| \| \| \| Pachyrhinosaurus perotorum \| \| \| \| |
|  |                                                                                          |
|  | Pachyrhinosaurus lakustai                                                                |
|  |                                                                                          |
|  | Pachyrhinosaurus perotorum                                                               |
|  |                                                                                          |

|  | Pachyrhinosaurus lakustai  |
|  |                            |
|  | Pachyrhinosaurus perotorum |
|  |                            |

|  | Sinoceratops zhuchengensis |
|  |                            |
|  | Wendiceratops pinhornensis |
|  |                            |

|  | Rubeosaurus ovatus        |
|  |                           |
|  | Styracosaurus albertensis |
|  |                           |

|  | \| \| Spinops sternbergorum \| \| \| \| \| \| Centrosaurus apertus \| \| \| \| |
|  |                                                                                |
|  | Coronosaurus brinkmani                                                         |
|  |                                                                                |
|  | Spinops sternbergorum                                                          |
|  |                                                                                |
|  | Centrosaurus apertus                                                           |
|  |                                                                                |

|  | Spinops sternbergorum |
|  |                       |
|  | Centrosaurus apertus  |
|  |                       |

|  | Rubeosaurus ovatus        |
|  |                           |
|  | Styracosaurus albertensis |
|  |                           |

|  | \| \| Spinops sternbergorum \| \| \| \| \| \| Centrosaurus apertus \| \| \| \| |
|  |                                                                                |
|  | Coronosaurus brinkmani                                                         |
|  |                                                                                |
|  | Spinops sternbergorum                                                          |
|  |                                                                                |
|  | Centrosaurus apertus                                                           |
|  |                                                                                |

|  | Spinops sternbergorum |
|  |                       |
|  | Centrosaurus apertus  |
|  |                       |

|  | Pachyrhinosaurus canadensis                                                              |
|  |                                                                                          |
|  | \| \| Pachyrhinosaurus lakustai \| \| \| \| \| \| Pachyrhinosaurus perotorum \| \| \| \| |
|  |                                                                                          |
|  | Pachyrhinosaurus lakustai                                                                |
|  |                                                                                          |
|  | Pachyrhinosaurus perotorum                                                               |
|  |                                                                                          |

|  | Pachyrhinosaurus lakustai  |
|  |                            |
|  | Pachyrhinosaurus perotorum |
|  |                            |

|  | Pachyrhinosaurus canadensis                                                              |
|  |                                                                                          |
|  | \| \| Pachyrhinosaurus lakustai \| \| \| \| \| \| Pachyrhinosaurus perotorum \| \| \| \| |
|  |                                                                                          |
|  | Pachyrhinosaurus lakustai                                                                |
|  |                                                                                          |
|  | Pachyrhinosaurus perotorum                                                               |
|  |                                                                                          |

|  | Pachyrhinosaurus lakustai  |
|  |                            |
|  | Pachyrhinosaurus perotorum |
|  |                            |

|  | Pachyrhinosaurus canadensis                                                              |
|  |                                                                                          |
|  | \| \| Pachyrhinosaurus lakustai \| \| \| \| \| \| Pachyrhinosaurus perotorum \| \| \| \| |
|  |                                                                                          |
|  | Pachyrhinosaurus lakustai                                                                |
|  |                                                                                          |
|  | Pachyrhinosaurus perotorum                                                               |
|  |                                                                                          |

|  | Pachyrhinosaurus lakustai  |
|  |                            |
|  | Pachyrhinosaurus perotorum |
|  |                            |

|  | Pachyrhinosaurus canadensis                                                              |
|  |                                                                                          |
|  | \| \| Pachyrhinosaurus lakustai \| \| \| \| \| \| Pachyrhinosaurus perotorum \| \| \| \| |
|  |                                                                                          |
|  | Pachyrhinosaurus lakustai                                                                |
|  |                                                                                          |
|  | Pachyrhinosaurus perotorum                                                               |
|  |                                                                                          |

|  | Pachyrhinosaurus lakustai  |
|  |                            |
|  | Pachyrhinosaurus perotorum |
|  |                            |

|  | Rubeosaurus ovatus        |
|  |                           |
|  | Styracosaurus albertensis |
|  |                           |

|  | \| \| Spinops sternbergorum \| \| \| \| \| \| Centrosaurus apertus \| \| \| \| |
|  |                                                                                |
|  | Coronosaurus brinkmani                                                         |
|  |                                                                                |
|  | Spinops sternbergorum                                                          |
|  |                                                                                |
|  | Centrosaurus apertus                                                           |
|  |                                                                                |

|  | Spinops sternbergorum |
|  |                       |
|  | Centrosaurus apertus  |
|  |                       |

|  | Rubeosaurus ovatus        |
|  |                           |
|  | Styracosaurus albertensis |
|  |                           |

|  | \| \| Spinops sternbergorum \| \| \| \| \| \| Centrosaurus apertus \| \| \| \| |
|  |                                                                                |
|  | Coronosaurus brinkmani                                                         |
|  |                                                                                |
|  | Spinops sternbergorum                                                          |
|  |                                                                                |
|  | Centrosaurus apertus                                                           |
|  |                                                                                |

|  | Spinops sternbergorum |
|  |                       |
|  | Centrosaurus apertus  |
|  |                       |

|  | Pachyrhinosaurus canadensis                                                              |
|  |                                                                                          |
|  | \| \| Pachyrhinosaurus lakustai \| \| \| \| \| \| Pachyrhinosaurus perotorum \| \| \| \| |
|  |                                                                                          |
|  | Pachyrhinosaurus lakustai                                                                |
|  |                                                                                          |
|  | Pachyrhinosaurus perotorum                                                               |
|  |                                                                                          |

|  | Pachyrhinosaurus lakustai  |
|  |                            |
|  | Pachyrhinosaurus perotorum |
|  |                            |

|  | Pachyrhinosaurus canadensis                                                              |
|  |                                                                                          |
|  | \| \| Pachyrhinosaurus lakustai \| \| \| \| \| \| Pachyrhinosaurus perotorum \| \| \| \| |
|  |                                                                                          |
|  | Pachyrhinosaurus lakustai                                                                |
|  |                                                                                          |
|  | Pachyrhinosaurus perotorum                                                               |
|  |                                                                                          |

|  | Pachyrhinosaurus lakustai  |
|  |                            |
|  | Pachyrhinosaurus perotorum |
|  |                            |

|  | Pachyrhinosaurus canadensis                                                              |
|  |                                                                                          |
|  | \| \| Pachyrhinosaurus lakustai \| \| \| \| \| \| Pachyrhinosaurus perotorum \| \| \| \| |
|  |                                                                                          |
|  | Pachyrhinosaurus lakustai                                                                |
|  |                                                                                          |
|  | Pachyrhinosaurus perotorum                                                               |
|  |                                                                                          |

|  | Pachyrhinosaurus lakustai  |
|  |                            |
|  | Pachyrhinosaurus perotorum |
|  |                            |

|  | Pachyrhinosaurus canadensis                                                              |
|  |                                                                                          |
|  | \| \| Pachyrhinosaurus lakustai \| \| \| \| \| \| Pachyrhinosaurus perotorum \| \| \| \| |
|  |                                                                                          |
|  | Pachyrhinosaurus lakustai                                                                |
|  |                                                                                          |
|  | Pachyrhinosaurus perotorum                                                               |
|  |                                                                                          |

|  | Pachyrhinosaurus lakustai  |
|  |                            |
|  | Pachyrhinosaurus perotorum |
|  |                            |

|  | Avaceratops lammersi (ANSP 15800) |
|  |                                   |
|  | MOR 692                           |
|  |                                   |
|  | CMN 8804                          |
|  |                                   |
|  | Nasutoceratops titusi             |
|  |                                   |
|  | Nuovo taxon di Malta              |
|  |                                   |

## Storia della scoperta
I primi resti di Avaceratops furono rinvenuti dal commerciante di fossili Eddie Cole nella Formazione Judith River del Montana, nel 1981, sulla terra del Careless Creek Ranch, di proprietà dell'allevatore Arthur J. Lammers. I resti erano sparsi e frammentari, in quello che un tempo era il letto di un antico torrente. Questo esemplare di Avaceratops fu probabilmente sepolto nel banco di sabbia dopo che il suo corpo fu spazzato a valle dalla corrente. Questi resti fossili, esposti nella bottega di fossili di Cole, furono ispezionati nell'ottobre del 1981 da Peter Dodson che nel luglio 1982 durante una visita con Cole al sito scoprì ulteriori resti, che dal 1984 vennero disseppelliti da Anthony Fiorillo.
Il fossile fu formalmente nominato e descritto da Dodson nel 1986, come la specie tipo Avaceratops lammersi. Fu il primo ceratopside ad essere stato nominato, dalla nominatura di Pachyrhinosaurus nel 1950. Il genere, Avaceratops, prese il nome da Ava Cole, la moglie di Eddie Cole. L'epiteto specifico, lammersi, onora la famiglia Lammers. Nel 1990, George Olshevsky pubblicò il nome A. lammersorum, con il nome specifico nel plurale genitivo perché si riferiva a diverse persone. Tuttavia, Dodson obiettò contro questo cambiamento, sostenendo che il singolare genitivo potrebbe anche riferirsi a un solo nome di famiglia. Nel 1990, Thomas Lehman ribattezzò A. lammersi come Monoclonius lammersi; Tuttavia, questo cambiamento non venne accettato dalla comunità scientifica.
L'olotipo, ANSP 15800, è costituito da uno scheletro parziale contenente la parte inferiore del cranio, un ramo mandibolare sinistro, alcune vertebre, una cintura scapolare completa e la maggior parte degli elementi di arti anteriori e posteriori. L'esemplare tipo potrebbe rappresentare un giovane o un individuo subadulto, sebbene Dodson, nel 1986, fosse incline a considerarlo quasi completamente cresciuto.[1] Kenneth Carpenter fece una ricostruzione del cranio, la cui replica venne combinata da Leroy Glenn con parti restaurate dello scheletro postcranico per creare una replica dello scheletro completo, che nel 1986 fu esposto all'Accademia di Scienze Naturali di Filadelfia; una copia di questo scheletro fu donata all'Upper Musselshell Valley Historical Museum di Harlowton.
Nel 1993, Paul Penkalski assegnò due ossa squamosali ritrovati in precedenza ad Avaceratops lammersi, gli esemplari USNM 4802 e USNM 2415, appartenenti ad individui più grandi. Nel 1999, Penkalski e Dodson descrissero un secondo cranio, MOR 692, ancora una volta di un individuo più grande. Questo esemplare include la parte superiore del cranio, comprendendo la parte superiore del muso e le corna sopraorbitali. Tuttavia, l'assegnazione di quest'ultimo esemplare ad Avaceratops è stata messa in discussione a causa delle differenze nella posizione cronologica relativa, nella morfologia del cranio e nella mancanza di forme intermedie; pertanto, Avaceratops è rappresentato solo dall'esemplare tipo.

## Paleobiologia
Avaceratops, come tutti i ceratopsi, era un erbivoro. Durante il Cretaceo, le piante da fiore erano "geograficamente limitate al paesaggio", quindi è probabile che questo dinosauro si nutrisse delle piante predominanti dell'epoca: felci, cicadi e conifere. Avrebbe usato il suo affilato becco per afferrare e strappare le foglie e gli aghi dei cespugli o degli alberi bassi. L'habitat di Avaceratops era molto boscoso e umido.